# Literatura bizantina
Se llama literatura bizantina a la literatura del Imperio romano de Oriente, posteriormente conocido como Imperio bizantino. Está escrita fundamentalmente en griego, aunque ciertas obras escritas en latín, como el Corpus Juris Civilis, pueden ser también incluidas, y acoge además una parte de la literatura griega moderna que comienza en el siglo XI.

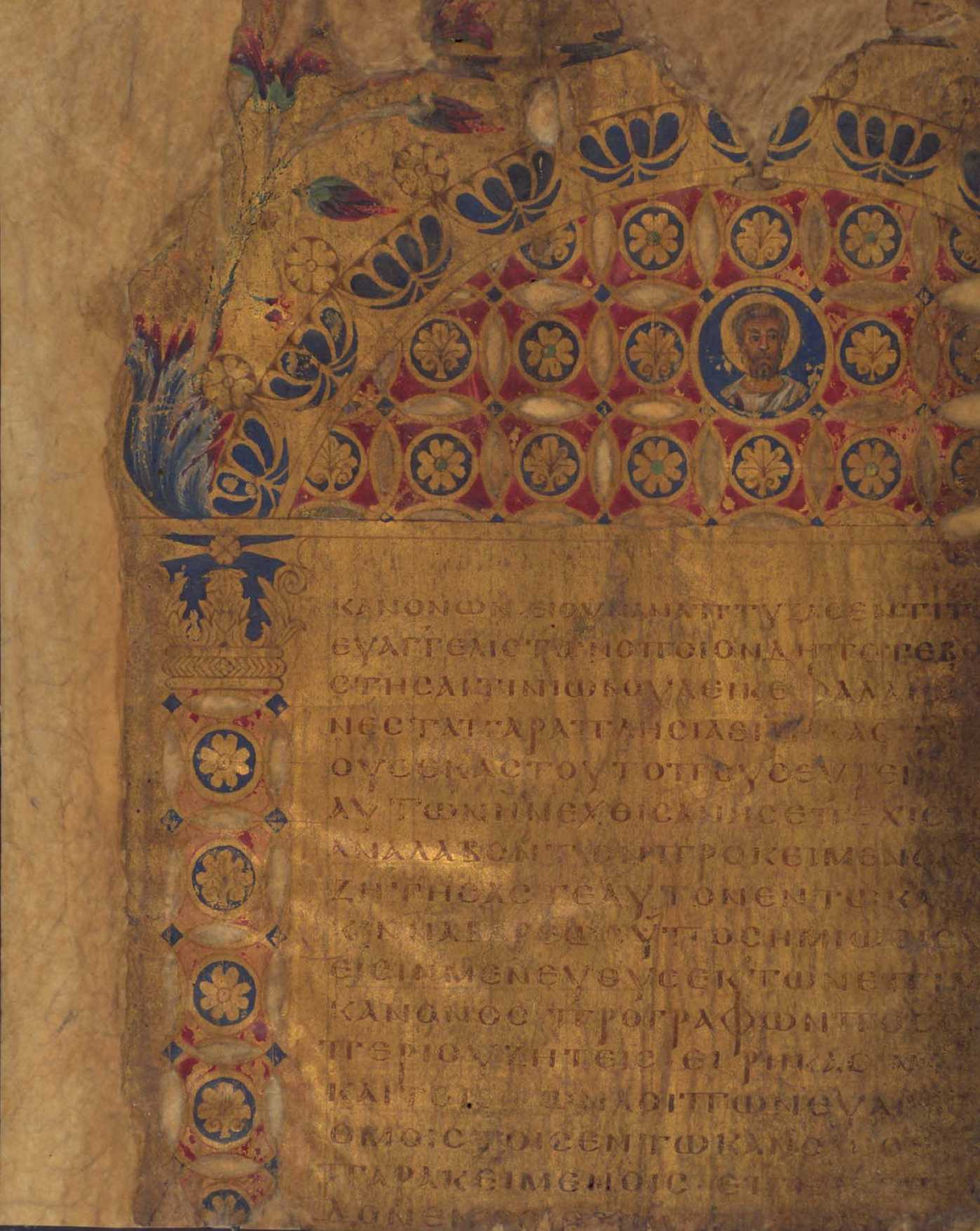
Un evangelio del, ilustrativo del estilo decorativo empleado por los eruditos de aquella época.

## Influjos
La literatura bizantina expresa la vida intelectual del helenizado Imperio Romano de Oriente, luego llamado Imperio bizantino, durante la Edad Media cristiana. Era un organismo heterogéneo en el que se combinaban la civilización griega y la cristiana sobre la base del sistema político romano fijado en una atmósfera intelectual y etnográfica próxima a Oriente. La literatura bizantina participa así de cuatro elementos culturales diferentes:
- Herencia intelectual helenística
- Organización gubernamental romana
- Vida espiritual y emocional cristiana
- El mundo de la imaginación oriental, que envuelve a los otros tres.

### Griego
La más vieja de esas tres civilizaciones es la griega, pero su centro no se halla en Atenas, sino en Alejandría y la civilización helenística. Alejandría durante este periodo es el centro de los estudios áticos y de la vida greco-judía, que mira tanto hacia Atenas como hacia Jerusalén. El período bizantino permite además el dualismo entre la cultura erudita y la popular.
Incluso la literatura helenística muestra dos distintas tendencias, una racionalista y erudita y otra romántica y popular: la primera originada en las escuelas sofistas alejandrinas (la llamada Segunda sofística), culminada en un retoricismo romántico, la última enraizada en la idílica tendencia de Teócrito, llevada a su perfección en la novela idílica. Ambas tendencias persisten en Bizancio, pero la primera, como la oficialmente reconocida, mantuvo su predominio hasta la caída del imperio.
El movimiento lingüístico reaccionario conocido como Aticismo (la imitación del lenguaje y estilo griego de la época clásica ateniense) sostuvo e impuso esta tendencia académica. El aticismo prevaleció desde el siglo II a. C. en adelante y controló toda la cultura griega posterior, de forma que el idioma griego evolucionado, contemporáneo y vivo fue oscurecido y solo encontró ocasional expresión en los documentos privados y en la literatura popular.

### Romano
Alejandría es el centro intelectual equilibrado por Roma, el centro del gobierno. Es como Imperio romano como los bizantinos entran en la historia; sus ciudadanos son conocidos como romanos (Rhōmaîoi) y su capital como una nueva Roma. Sus leyes eran romanas; como su gobierno, su ejército, su idioma y su vida pública y privada. Y la organización del estado era la del periodo romano imperial, con su burocracia y jerarquía.

### Cristiano
El cristianismo greco-oriental nació en Alejandría. Allí se tradujo al griego la Biblia en la versión llamada Septuaginta. Y allí tuvo lugar la fusión entre la filosofía griega y la religión judaica, que culminó con Filón de Alejandría. Y asimismo floreció en esta ciudad la mística especulativa del neoplatonismo que se relaciona con Plotino y Porfirio .
En el crisol de Alejandría los grandes escritores eclesiásticos griegos trabajaron al lado de retóricos y filósofos paganos. Varios nacieron allí, por ejemplo Orígenes, Atanasio y su oponente Arrio; también Cirilo y Sinesio de Cirene. En tierra egipcia comenzó y prosperó además el monasticismo.
Tras Alejandría, Antioquía mantuvo un gran prestigio: había allí una escuela de comentaristas cristianos que floreció bajo Juan Crisóstomo y fue en ese lugar donde aparecieron las últimas crónicas cristianas. En los alrededores de Siria encontramos el germen de la poesía eclesiástica griega, mientras que en la vecina Palestina Juan Damasceno fue el último padre de la Iglesia.

### Oriental
El cristianismo griego tuvo un pronunciado carácter oriental. Egipto y Siria son los reales lugares de nacimiento de la iglesia greco-oriental y de la civilización bizantina en general. Egipto y Siria, con Asia Menor, se convirtieron para la autóctona civilización griega en un lugar de promisión donde cientos de florecientes ciudades coloniales aparecieron, donde energías confinadas o paralizadas en la empobrecida tierra natal de la Hélade fueron liberadas. No solamente superaron estas ciudades en riqueza a su país natal, sino que pronto también cultivaron los grandes bienes del intelecto. Bajo circunstancias como estas no es extraño que nueve décimas partes del total de los autores bizantinos de los primeros ocho siglos fueran nativos de Egipto, Siria, Palestina y Asia Menor.

## Periodos de la literatura bizantina
La literatura bizantina evoluciona a lo largo de los mil años años de su historia, y se divide generalmente en cinco épocas o períodos principales.

### El cristianismo transforma las tradiciones antiguas (siglosIIIalVI)
Cuando se fundó Constantinopla, varios géneros que la literatura griega tradicional había conocido ya habían desaparecido hace mucho tiempo, como el drama o la poesía lírica. Bajo la influencia de los Padres de la Iglesia griega nació una literatura cristiana que intentaba establecer una síntesis entre el pensamiento cristiano y el pensamiento helenístico. Se expresaba en una lengua ya muy alejada del griego demótico o popular que se utilizaba en la vida cotidiana, una lengua académica heredada a través del sistema educativo griego, centrado en el estudio de la retórica y los autores clásicos. Las medidas tomadas por el emperador Justiniano (483-565) contra los paganos (clausura de la Academia de Platón en Atenas, la última gran universidad pagana; la prohibición de adorar a los dioses paganos en Anatolia...), su persecución de los judíos, su lucha contra los herejes (monofisismo, el cisma de los Tres Capítulos), al mismo tiempo que precipitaron la extinción del paganismo, condujeron a una desaceleración de la producción literaria y a un debilitamiento de la enseñanza, como consecuencia de las leyes procristianas introducidas por Constantino el Grande.
Por tanto, es un período de intensa creación literaria cristiana en idioma griego, sin duda, pero también en latín (Amiano Marcelino, Claudiano) y en siríaco (Romano el Mélodo). El objetivo principal de los grandes escritores de esta época, como Juan Crisóstomo, el Pseudo Dionisio Areopagita o Procopio de Cesarea, es proponer una nueva visión del mundo y del hombre usando formas literarias heredadas del pasado. La hagiografía se desarrolla así como los relatos de milagros ubicados en un nuevo contexto, el del desierto (Apotegmas de los Padres del desierto), o en el entorno urbano tradicional, pero cuyos valores son rechazados (Simeón de Edesa).
Algunos autores:
Tres Padres de la Iglesia, originarios de Capadocia, se destacan durante este período. Este "nuevo movimiento de Alejandría" defiende la doctrina ortodoxa contra el arrianismo, así como el lugar de la razón en el estudio de las cuestiones religiosas:
- Basilio de Cesarea (o Basilio el Grande). Nacido en Cesarea hacia 329, murió en 379. Desarrolló el concepto de la Trinidad basado en la similitud de la naturaleza entre el Padre y el Hijo. Organizador notable, escribió una Regla monacal para estimular la función económica y social de los monjes.
- Gregorio de Nisa. Hermano de Basilio el Grande. Nacido entre 335 y 340; murió después de 394. Teólogo, participó en disputas con los arrianos. Muy interesado en cuestiones científicas, a menudo habla de problemas físicos, fisiológicos o médicos.
- Gregorio Nacianceno o Gregorio el Teólogo. Nacido en 329/330, muerto en 390. Primero monje, luego patriarca de Constantinopla. Autor prolífico, escribió 354 Epigramas, una serie de cartas y sermones en los que es un ferviente defensor de la ortodoxia del concilio de Nicea. Recibió el título de "Teólogo" en el concilio de Calcedonia por su papel en los conflictos dogmáticos de la época.

Entre los escritores de esta época, también destacan:
- Juan Crisóstomo. Proveniente de una excelente familia y exhaustivamente educado, fue primero monje antes de establecerse en Constantinopla, donde participó en las disputas contra el creciente poder de los Godos arrianos. Gran predicador, sus Homilías llenan casi 2.000 manuscritos. Se centra en la interpretación literal de las Escrituras, rechazando las interpretaciones alegóricas.
- Eusebio de Cesarea. Nacido alrededor de 260, murió en 339/340. Experimentó el final de la persecución y se convirtió en obispo de Cesarea tan pronto como se promulgó el "Edicto de Tolerancia". Era un teólogo cercano a los arrianos, y también historiador; se le debe una Historia de la Iglesia o Eclesiástica que revisó varias veces para ajustarse a la situación política de la época, así como una Vida de Constantino.
- Sócrates de Constantinopla. Nacido alrededor de 380, murió después de 439. Historiador eclesiástico. Su Historia de la Iglesia continúa la de Eusebio y abarca el período 305-439 en siete volúmenes, cada uno dedicado a la vida de un emperador.
- Atanasio de Alejandría. Nacido en 295, muerto en 373. Teólogo y filósofo. Su obra principal es una refutación del arrianismo en cuatro volúmenes. También escribió una Vida de San Antonio, que contribuyó a la expansión del monacato.
- Paladio de Galacia o de Helenópolis. Nacido en 363 o 364, murió alrededor de 340. Eclesiástico y escritor, fue el primer obispo de Helenopolis antes de ser depuesto por su apoyo a Juan Crisóstomo. Más tarde fue obispo de Aspuna. Es el autor de Historia lausiaca, que describe el desarrollo del monacato egipcio. Se le atribuye al igual que los Diálogos de la vida de San Juan Crisóstomo y un Tratado de los pueblos de la India y los brahmanes.
- Prisco de Panio (historiador) de Tracia. Nació entre 410 y 420, murió después de 472. Diplomado y escritor, participó en una embajada en 449 que fue a los hunos. Fue una de las principales fuentes sobre Atila y los hunos para los autores del siglo VI
- Zósimo. Nacido alrededor de 460, murió en una fecha desconocida. Oficial del Tesoro Imperial. Uno de los últimos historiadores paganos, escribió una nueva historia que va al sitio de Roma por Alarico I.
- Amiano Marcelino. Nació alrededor de 330, murió alrededor de 395. Aunque era de origen grecosirio, fue uno de los últimos historiadores paganos y también uno de los últimos en usar el latín. Su trabajo principal, Res gestae, continúa la Historia de Tácito y abarca desde 96 a 378 d. C..

El reinado de Justiniano marcó el final de este período de intensa actividad. El propio emperador compuso muchos himnos y escritos dogmáticos. Animó a varios historiadores como Procopio de Cesarea (ver "Historia") que relataron sus expediciones.
- Pedro el Patricio. Nacido alrededor de 500, murió alrededor de 500-565. Abogado y diplomático de Iliria, se le atribuye una Historia del Imperio Romano desde la muerte de Julio César en 44 hasta la muerte de Constancio II en 361 y una historia de la función del magister officiorum de su creación bajo Constantino el Grande hasta Justiniano, describiendo entre otras las diversas ceremonias imperiales de Constantino VII Porfirogéneta en su De Ceremoniis.
- Agatías (llamado el Escolástico). Nacido alrededor de 532 en Mirina, murió en 582 o 594. Originario de Asia Menor, fue primero funcionario en Esmirna antes de convertirse en un reconocido abogado en Constantinopla. Es autor de poemas y epigramas breves, pero es más conocido por su Historia de Justiniano, que continúa el trabajo de Procopio de Cesarea y rastrea las actividades del emperador desde 552 hasta 558 29 .
- Juan de Éfeso (también llamado Juan de Asia o Juan de Amida). Nacido alrededor de 507, fallecido después de 585. Obispo monofisita y escritor religioso de lengua siríaca, es autor de Vidas de los benditos de Oriente, junto con 58 breves biografías de monjes y ascetas de Mesopotamia, así como una historia eclesiástica que cubre el período de Julio César en el año 585, probablemente, interrumpida por su muerte 30.

### Período oscuro (siglosVIIalVIII)
Sucede a este rico periodo otro relativamente oscuro, donde solo unos pocos teólogos permanecen activos (Máximo el Confesor y Germano I de Constantinopla, Juan Damasceno en Siria). Es un momento problemático tanto internamente (sucesión de varios emperadores) como en el exterior (invasiones), donde la vida urbana y la educación disminuyen y, con ellas, el uso del lenguaje y los estilos clásicos. También es un período que incluye la feroz polémica sobre las imágenes o iconoclasia y se destruyen muchas obras artísticas y literarias. La mayoría de los escritores de la dinastía de Heraclio provienen de las provincias orientales, algunas de las cuales ya están bajo control musulmán. Dentro del imperio, fue el período iconoclasta el que produjo una abundante literatura religiosa, pero solo nos han llegado los textos de autores opuestos a este movimiento. En esta época hubo pocos historiadores reales, aunque sí varios cronistas que permiten entender el período.
Algunos autores
- Jorge de Pisidia. Ver abajo "Poesía secular".
- Juan de Antioquía (cronista). Se suelen confundir con este nombre dos escritores, uno que vivió en el siglo VII que escribió una historia del mundo desde Adán hasta 610, y otro que vivía en el siglo X. Es casi imposible separar los textos que pertenecen a uno o al otro.
- Máximo el Confesor. Nacido en 580, muerto en 662. Monje y teólogo. Fue asekretis (secretario imperial) en la corte de Heraclio. Defendió la ortodoxia en la disputa del monotelismo y Constancio II lo acusó de traición. Fue un escritor prolífico en materia religiosa, influido por los "Padres de Capadocia" (véase más arriba), y se le considera el verdadero creador de la mística bizantina.
- Sofronio I de Jerusalén. Véase abajo "Hagiografía".
- Andrés de Creta (himnógrafo) . Nacido alrededor de 660, probablemente murió en 740. Nacido en Damasco , vivió en Siria y Palestina después de la conquista de los árabes antes de convertirse en obispo de Creta . Compuso numerosos himnos religiosos, incluido el Gran Canon , que todavía se leía en las iglesias ortodoxas durante la Cuaresma. Se le considera el creador de este género que sustituyó a la kontakion (ver "poesía religiosa").
- Nicéforo I de Constantinopla. Nació alrededor de 758, murió en 828. Teólogo e historiador. Escribió varios libros para defender los iconos. Su Historia Syntomos (Breviarum) describe los eventos de 602 a 769; su Chronographikon constituye una lista de gobernantes desde la creación del mundo hasta 829.

### Renacimiento literario (siglosIXyX)
En el orden literario, lo que se ha llamado el "Renacimiento macedonio" se distingue menos por su creatividad que por su deseo de recopilar, copiar y estructurar la cultura helénico-cristiana de la antigüedad tardía. Con ese fin, se recopila y configura cuanto ya se había hecho. Fue la época de los manuales o libros de texto, ya sea sobre jerarquía burocrática (taktika), estrategia o táctica militar (estrategika), ley romana (basilika) o reglas a seguir por las corporaciones de la capital (El libro del eparca). Constantino VII Porfirogéneta y su corte marcaron la pauta con tratados como De thematibus, De administrando imperio y De ceremoniis.
El siglo IX fue dominado por monjes y clérigos como Teófanes el Confesor, Teodoro Estudita y Jorge el Monje. Los reemplazaron en el siglo siguiente por funcionarios civiles y eclesiásticos que reunieron y publicaron los textos de los viejos maestros Platón, Homero y Aristóteles. A los héroes excéntricos de siglos anteriores se les añaden personajes más reales como Filareto, el aristócrata generoso y rico que dio casi toda su fortuna a los pobres, o monjes y monjas que se sometieron obedientemente a la disciplina monástica como Teodora de Salónica o la milagrera o taumaturga santa Irene de Chrysobalanton.
La única verdadera novedad es la sustitución de la escritura uncial, fundada en la capital y la antigua cursiva romana utilizada en el siglo III al VIII. por la minúscula carolingia. Sin embargo, la lengua popular o demótica fue proscrita aunque se mantuvo viva en la oralidad; muchas de las humildes vidas de santos fueron reescritas en un lenguaje tan arcaizante como pomposo.
Algunos autores
- Constantino Céfalas. Fechas de nacimiento y muerte desconocidas. Compilador, trabaja en la Antología griega.
- Jorge Sincelo. Fecha de nacimiento desconocida, falleció después de 810. Cronista eclesiástico y bizantino. Monje, fue llamado a servir como sincelo (secretario privado) del Patriarca Tarais de Constantinopla. A la muerte de este último se retiró a un monasterio donde escribió su Extracto de la cronografía (Chronographias ekloge), que abarca los acontecimientos del mundo desde Adán y Eva hasta el comienzo del reinado de Diocleciano.
- Teófanes el Confesor. Véase en "Historia".
- Jorge el Monje (o Georges Harmatôlos). Fecha de nacimiento y muerte desconocida. El redactor. Dejó una Crónica universal en cuatro libros, que cuenta la historia del mundo desde la Creación hasta el año 842, centrada principalmente en eventos religiosos.
- Juan Damasceno. Véase "Poesía religiosa".
- Teodoro Estudita. Véase "Poesía religiosa".
- Kassia de Constantinopla. Nacida entre 800 y 810, murió entre 843 y 867. Fue propuesta como posible esposa para el emperador Teófilo, pero su pronta inteligencia lo desairó y prefirió a Teodora. Se convirtió en una monja, fundó un convento en Constantinopla y escribió (o compuso) la letra y la música de muchos himnos litúrgicos y algunos himnos profanos.
- Focio. (c. 820 - 893) fue un erudito de producción muy variada y extensa: ocupa cuatro volúmenes de la Patrología griega de Migne (PG, 101-104). Pero tal vez lo más importante que hizo fue salvar para el futuro lo esencial de gran parte de la literatura griega que luego desaparecería en su Myriobiblon o Biblioteca (gr.: Μυρόβιβλον ἢ Βιβλιοθήκη; lat.: Myriobiblion seu Bibliotheca), una colección de epítomes en 280 capítulos de obras antiguas y modernas, gracias al cual conocemos la obra de Ctesias, Memnón de Heraclea, Conón y Ptolomeo Queno y las obras perdidas de Arrio y Diodoro de Sicilia, entre muchos otros. Nombrado Patriarca de Constantinopla pese a su condición laica (por eso recibió todas las órdenes sacras en cinco días), su papel fue fundamental en el llamado Cisma de Focio que separó a la iglesia ortodoxa de la latina, sobre todo por la controversia de la cláusula filioque. Véase además "Retórica".
- Juan VII el Gramático, llamado a veces Juan Hylilas. Nacido al final del siglo VIII en Constantinopla, murió después de 867. Fue primero iconódulo y luego iconoclasta. El emperador León V lo eligió para compilar la antología de textos que se utilizó para condenar el culto a las imágenes en el Concilio de Constantinopla en 815, pero es más conocido por ser un orador renombrado. Fue depuesto tras el regreso de las imágenes.
- León VI el Sabio. Nacido en 866, muerto en 912. Emperador y alumno de Focio. Escribió muchos sermones, himnos litúrgicos y otras obras. Protegió y alentó a los hombres de letras, por lo que "el palacio imperial se transformaba de vez en cuando en una nueva Escuela o Academia".
- Constantino VII Porfirogéneta. Nacido en 905, muerto en 959. Emperador, fue el centro de una intensa actividad literaria en la que participó personalmente componiendo obras históricas, políticas y hagiográficas como la De administrando imperii, la De Ceremonis, la De Thematibus y la Vita Basilii.
- Suda (?) No conocemos la identidad del autor o autores que se ocultan bajo este nombre, autor al parecer de uno de los primeros diccionarios enciclopédicos, el Lexicon "de Suda". Se compuso posiblemente al final del siglo IX. y fue remodelado muchas veces en los siglos que siguieron. Incluyó cerca de 30 000 entradas y fue una "compilación de compilaciones" (Lemerle) representativo del conocimiento universal de entonces.
- Aretas de Cesarea. Nacido alrededor de 860, murió en 893. Prelado considerado uno de los más grandes filólogos y humanistas bizantinos. Autor de Comentarios al Apocalipsis sobre la base de Andreas de Cesarea, de Notas sobre Platón, Luciano de Samosata y Eusebio de Cesarea, así como una voluminosa correspondencia sobre cuestiones religiosas y políticas de su tiempo.
- Nicolás I el Místico. Nacido en 852, muerto en 924. Patriarca de Constantinopla. Se dejó 150 cartas son una excelente fuente de información sobre la historia y las relaciones eclesiásticas entre Bizancio y el sur de Italia, con Bulgaria y la región del Cáucaso y varios libros canónicos.
- León el Diácono. Nacido en 950, murió alrededor de 992. Historiador. Su historia abarca el período de 959 a 976 (expedición de Basilio II contra los búlgaros y guerras de Sviatoslav I de Kiev contra los griegos.
- Juan Geómetra (o Juan Kyriotès). Véase "Poesía secular"

### El Prerrenacimiento (siglosXIalXII)
En este período, hay una reacción contra el enciclopedismo del período anterior. Surge un nuevo tipo de escritor que no es ni monje ni funcionario, sino intelectual, o incluso poeta profesional, consciente de su talento y ansioso por compartir su experiencia personal en novelas de aventuras o amor donde los personajes ya no son extremos, pero pueden combinar en ellos las cualidades del héroe y los defectos del antihéroe (Miguel Psellos, Aniceto de Konya). Sin embargo, la tradición sigue siendo utilizada no solo como fuente, sino también como un medio para interpretar la realidad (Eustacio de Tesalónica).
El griego vernáculo o demótico hace una entrada tímida en la literatura, así como un cierto humor, mientras que los géneros más serios como la hagiografía se abandonan en favor de la sátira.
Algunos autores
- Cristóbal de Mitilene. Nació alrededor de 1000, murió después de 1050. Alto funcionario y poeta. Dejó una colección de 150 poemas, a menudo satíricos, sobre diversos temas: la araña, los maridos engañados, los pseudointelectuales. También ha escrito cuatro calendarios de santos conmemorativos de todos los santos y las fiestas de la liturgia ortodoxa.
- Ana Comneno. Ver bajo "Historia".
- Miguel Psellos. Ver bajo "Retórica".
- Miguel Ataliates. Nacido alrededor de 1022, murió después de 1085. Funcionario superior (juez) e historiador. Su historia, que abarca el período 1034 a 1079/1080, contrasta la gloria de la antigua Roma con el declive político y militar de Bizancio en su época. También dejó un tratado jurídico corto y de estilo sencillo, para que fuera accesible a todo el mundo.
- Nicéforo Brienio (1062-1137) . Nació alrededor de 1064, murió alrededor de 1136. Militar e historiador. Hijo del general del mismo nombre y esposo de Anne Comnenus, dejó una obra inacabada, Material for a History , una especie de crónica de las grandes familias de su tiempo, explicando de manera sencilla el surgimiento de la familia Comnenus (1070-1079) .
- Juan Cinnamo. Nacido alrededor de 1143, murió después de 1185. Secretario e historiador imperial. Escribió una historia que abarca los reinados de Juan II y Manuel Comneno (1118-1176), que es una continuación de la obra de Ana Comneno.
- Miguel Coniates y Aniceto de Konya, conocidos como Acominati. Dos hermanos de Konya en Asia Menor. Miguel (alrededor de 1140-1220) fue obispo de Atenas. Dejó una amplia selección de sermones, discursos, poemas y cartas en los que deplora la pobreza intelectual de Atenas en su tiempo. Aniceto (alrededor de 1155-1215 / 1216) fue alto funcionario e historiador. Escribió una Historia del Imperio Romano de Oriente que abarca desde el reinado de Manuel a la toma de Constantinopla por los cruzados.
- Eustacio de Tesalónica. Ver en "Hagiografía".
- Teofilacto de Ohrid. Nacido alrededor de 1050, murió después de 1126. Arzobispo de Acrida (Ohrid) en Macedonia, luego bajo control bizantino. Inicialmente guardián del joven Constantino Ducas, escribió alrededor de 1085 un espejo de príncipes que dibujaba el retrato del emperador ideal. Luego fue nombrado arzobispo de Ohrid, donde se dedicó durante veinte años a educar a sus fieles, cuya rudeza lamentó. También escribió muchos Comentarios a las Sagradas Escrituras que tuvieron mucha repercusión ulterior.
- Juan Tzetzes. Véase en "Hagiografía".
- Teodoro Pródromo. Véase en "Panfletos y sátiras".
- Constantino Estilbes. Activo al final de la XII y principios del XIII. Prelado (metropolita de Cícico), retórico y poeta. Su trabajo incluye discursos, un panegírico del emperador Isaac II Ángelo y la Memoria contra la Iglesia latina, que contiene tanto quejas de naturaleza teológica como protestas contra de los saqueos de los cruzados cuando cayó en su poder Constantinopla.

### De la ocupación latina a la ocupación turca (siglosXIIIalXV)
El período que va desde la captura de Constantinopla por los Cruzados (1204) hasta la conquista por los turcos otomanos (1453) es de desánimo. Ya no se cree en la asistencia divina para garantizar la victoria de la ortodoxia sobre los bárbaros. Nace una concepción trágica de la historia (Laónico Calcocondilas) en la que el héroe puede ser derrotado (Juan VI Cantacuceno).
Además, los contactos con Occidente están aumentando. Con la creación de los reinos y estados europeos aparece una literatura caballeresca que se narra crónicas como la Crónica de Morea o la Crónica de Tocco. Algunos escritores, especialmente aquellos que han aceptado el catolicismo romano, están comenzando a traducir los escritores latinos al griego. Otros, como Pletón o Besarión, emigran a Italia, donde reciben una cálida bienvenida de los helenófilos como Barlaam el Calabrés y enseñan griego mientras alientan las traducciones de autores antiguos en latín.
Convencidos de su superioridad intelectual contra el avance militar y económico de Occidente, están más apegados al lenguaje arcaico de los clásicos. Por el contrario, la lengua vernácula, que había aparecido en el período anterior, aunque todavía tímidamente, se afirma en las novelas rimadas o hagiografías, géneros que conocen ahora una nueva popularidad.
Algunos autores
- Nicéforo Blemmidas. Nacido en 1197, murió alrededor de 1269. Teólogo y filósofo. Dirigió al principio la Escuela Imperial de Nicea, se convirtió en monje y, gracias a su vasta erudición, defendió enérgicamente la posición ortodoxa durante las discusiones con los latinos, escribiendo para este propósito una serie de tratados teológicos. También es autor de un Manual de filosofía aristotélica, dos autobiografías, un libro de geografía y un tratado político, Estatua imperial (βασιλικός άνδριάς), que traza un retrato del emperador perfecto.
- Teodoro II Lascaris. Nacido en 1221, muerto en 1258. Emperador bizantino en Nicea. Gran intelectual, Nicéforo Blemmidas lo marcó profundamente; de hecho, fue Blemmidas quien escribió para él su Estatua Imperial. Escribió varios tratados sobre temas filosóficos y religiosos, así como piezas retóricas como un enkomion (encomio, alabanza) de la ciudad de Nicea. Su extensa correspondencia demuestra un vasto conocimiento de las ciencias naturales y las matemáticas.
- Jorge Acropolita. Nacido en 1217, muerto en 1282. Historiador, diplomático y alto funcionario de Juan III Ducas Vatatzés. Su Crónica es una continuación del trabajo de Aniceto de Konya o Koniates y rastrea la historia del imperio desde la captura de Constantinopla por los latinos hasta la reconquista de la capital por Miguel VIII Paleólogo. Fue embajador ante Gregorio X en el Concilio de Lyon y escribió dos tratados sobre la procesión del Espíritu Santo.
- Nicolás Mesarita. Nacido alrededor de 1163, murió después de 1214. Eclesiástico y escritor, pertenece a una escuela que quiere definir nuevos criterios estéticos. Es autor de una ecfrasis o Descripción de la Iglesia de los Santos Apóstoles donde estaban enterrados los emperadores bizantinos, importante porque fue destruida por los turcos otomanos en 1453.
- Juan Apocauco. Nacido alrededor de 1155, murió en 1233. Eclesiástico y teólogo, jugó un papel importante en las luchas de poder entre las iglesias del despotado de Epiro y el Patriarcado Ecuménico refugiado en Nicea. Su extenso Epistolario muestra la historia social y legal de este periodo.
- Máximo Planudes. Nacido alrededor de 1260, murió en 1305. Filólogo y gramático, se hizo famoso por ofrecer una nueva edición de la Antología griega, la llamada Antología de Planudes. Es, junto a Tomás Magistro, Demetrio Triclinio, Manuel Moscópulo, Teodora Raulena y Juan Zarides, uno de los grandes eruditos de la época de Andrónico II.
- Jorge Gemisto Pletón. Véase en "Retórica".
- Juan VI Cantacuceno. Nacido alrededor de 1295, murió en 1383. Emperador bizantino. Después de su abdicación en 1354, Juan Cantacuceno se convirtió en monje en el monasterio de San Jorge de los Manganes. Dedicó el final de su vida a escribir sus Memorias, sobre el período comprendido entre 1320 y 1356.
- Jorge Paquimeres. Véase en "Historia".
- Nicéforo Calixto. Nacido antes de 1256, murió alrededor de 1335. Monje e historiador. Es conocido sobre todo por su Historia eclesiástica, de la que tenemos solo los libros desde el nacimiento de Cristo hasta el siglo VII.
- Nicéforo Grégoras. Nacido alrededor de 1290, murió en 1360. Historiador, filósofo, erudito y humanista. Después de años de enseñanza, participó activamente en las disputas sobre el hesicasmo. Espíritu universal, escribió sobre prácticamente todos los temas de su tiempo. Su obra más importante es la Historia romana, que abarca el lapso entre 1204 y 1359. Su Epistolario incluye 161 cartas a contemporáneos prominentes.
- Jorge Frantzés. Véase en "Historia".
- (Nombre de pila desconocido) Ducas. Nacido alrededor de 1400, murió después de 1462. Historiador. Escribió una Historia del Imperio del Este que va desde 1341 (advenimiento de Juan V) hasta 1462 (conquista de Lesbos por los turcos); en ella insiste en la inmoralidad del sultán Mehmed II; contempla la caída de Constantinopla como un castigo divino y apoya la unión con Roma.
- Laónico Calcondilas o Calcocondilas. Nacido alrededor de 1423, murió alrededor de 1490. Historiador. Escribió una Historia en diez volúmenes que abarca el período 1298-1463; se centra menos en la dinastía de los Paleólogo como en los otomanos y sus gobernantes.

La cuestión de la unión de las Iglesias de Oriente y Occidente, así como la del hesicasmo, produjo una intensa actividad literaria bajo los Paleólogos. Solo los escritores más representativos se mencionan a continuación.
- Demetrio Cidonio. Nacido alrededor de 1320, fallecido alrededor de 1397. Teólogo, traductor y alto funcionario, estaba a favor de la reconciliación con Roma. Tradujo al griego muchos autores latinos como Agustín de Hipona y Tomás de Aquino. Es autor de seis textos retóricos y polémicos llamados Apologías, de discursos que exhortan a la unión entre los bizantinos contra los turcos y de un extenso epistolario mantenido con personajes eminentes de su época.
- Basilio Besarión (o Juan Besarión). Nacido en 1403, muerto en 1472. Patriarca latino de Constantinopla y cardenal. Al principio fue higúmeno del monasterio de San Basilio; acompañó a Juan VIII al Concilio de Florencia. Y aunque al principio defendió la posición griega, evolucionó y finalmente abogó por la reconciliación entre las dos iglesias. Convertido al catolicismo, Eugenio IV lo nombró cardenal. Sus escritos revivieron en Italia la filosofía platónica.
- Gregorio Palamas. Nacido en 1296, murió en 1359. Monje, teólogo y arzobispo de Tesalónica. Durante las conversaciones sobre la unión de las iglesias, escribió un tratado decididamente hostil a cualquier compromiso con la iglesia latina. Entre 1326 y 1327 entró en una disputa teológica con un monje italiano, Barlaam el Calabrés, lo que le llevó a escribir varios libros en defensa del hesicasmo.
- Nicolás Cabasilas. Véase en "Panfletos y sátiras".
- Pletón. Véase en "Retórica".
- Gregorio II de Chipre. Véase en "Hagiografía".
- Teodoro Metoquita. Nacido en 1270, muerto en 1332. Político, escritor y filósofo. De espíritu universal, Metoquita dejó una obra que aborda cuestiones en todas las áreas conocidas por su tiempo y refleja su gusto por la antigüedad clásica. En prosa escribió discursos, comentarios a la filosofía de Aristóteles, libros de astronomía y textos hagiográficos. También escribió veinte poemas y tres oraciones fúnebres.
- Nicéforo Grégoras. Véase en "Retórica".
- Constantino Harmenopoulos. Abogado y juez en Salónica. Se le atribuye el Exabiblos, la última gran compilación del derecho civil y penal bizantino, incluido un Derecho agrario anexo. Esta compilación sirvió como código legal para los cristianos ortodoxos que vivieron en el Imperio turco. También escribió un resumen de derecho canónico titulado Epitome canonum.
- Manuel Files. Véase en "Poesía secular".
- Teodoro de Melitene. Nacido alrededor de 1320, murió en 1393. Religioso y erudito. Compuso un tratado titulado Tres libros de astronomía, uno de los trabajos científicos más completos de la época bizantina, y además un largo poema titulado Sobre la Templanza y Comentarios sobre los Evangelios en tres libros.

## Géneros
La literatura bizantina se clasifica en cinco grupos. Los tres primeros incluyen representantes de aquellos tipos de literatura que continuaban las antiguas tradiciones: historiadores y cronistas, enciclopedistas y ensayistas, y escritores de poesía laica. Los otros dos incluyen nuevos géneros literarios, literatura eclesiástica y teológica, y poesía popular.

### Historiadores y analistas
Los dos grupos de la literatura laica en prosa muestran claramente el carácter dual de la vida intelectual bizantina en sus aspectos social, religioso, y lingüístico. Desde este punto de vista las literaturas histórica y analítica se complementan mutuamente: la primera es aristocrática, secular, y clásica; la segunda eclesiástica, monástica y popular. Los trabajos de los historiadores pertenecen a la literatura académica, los de los analistas (o cronistas) a la literatura del pueblo. La primera está cuidadosamente elaborada, la segunda es dadora de material en crudo. En sus trabajos, los historiadores se limitan a la descripción del presente y el pasado más reciente, y por esto tienen más bien el carácter de registros contemporáneos; dando en cambio, la literatura de cronistas, una cobertura a la totalidad de la historia y el mundo, así como eran conocidas en la Edad Media. Los primeros son, por lo tanto, los más valorables para una historia política; y la última es documentalmente más valiosa para la historia de la civilización.

#### Historiadores

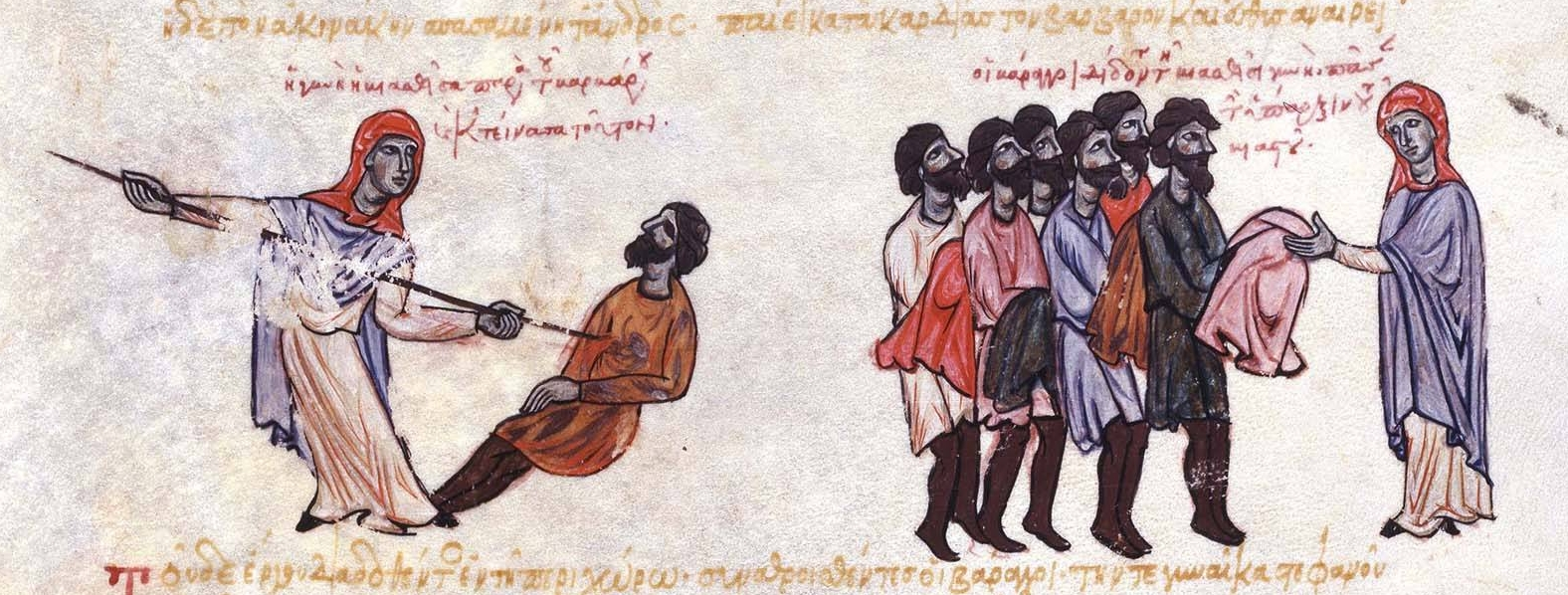
Imagen y texto de la Crónica de Juan Skylitzes, del.

La tradición literaria clásica estableció la pauta para los historiadores bizantinos sobre la comprensión del propósito de la historia, la manera de manipular sus temas y sobre el estilo de la composición. Sus trabajos son concretos y objetivos, sin pasión, e incluso sin entusiasmo. Ardiente patriotismo y convicciones personales son raras veces evidentes. Se trata de historiadores diplomáticos, expertos en la utilización de las fuentes históricas y provistos del fino tacto que requiere su posición social; no son académicos de gabinete, ignorantes del mundo, sino hombres que detentan una vida pública: juristas como Procopio, Agatías, Evagrio Escolástico, Miguel Ataliates, estadistas como Juan Cinamo, Nicetas Acominato, Jorge Paquimeres, Laónico Calcocondilas; generales y diplomáticos como Nicéforo Brienio, Jorge Acropolita, Jorge Frantzés e incluso cabezas coronadas como Constantino Porfirogéneta, Ana Comnena, Juan VI Cantacuzeno y otros. Los historiadores bizantinos representan no solo el florecimiento social de su tiempo, sino también al intelectual, en lo que se parecían a sus predecesores griegos Heródoto, Tucídides, Jenofonte y Polibio, que se convirtieron en sus guías y modelos. Aunque a veces un bizantino elige a un autor clásico para imitar su método y estilo, la mayoría sin embargo tomó como modelos a varios autores, eclecticismo que forjó un peculiar estilo muy característico de los bizantinos. Y así, aunque a menudo el resultado fue una verdadera comunidad de sentimiento, previno los desarrollos de estilos individualizados. 
Si un historiador preeminente como Procopio hubiera modelado su trabajo según el estilo de Polibio y no el de Tucídides, las historias bizantinas podrían haber seguido en continuidad natural de estilo y método con la era helénica. Los "aticistas" helenísticos habían acentuado bien sus gustos en los últimos siglos celebrando el estilo de la edad de oro ateniense. No es ningún accidente que personajes militares como Nicéforo Brienio (siglos XI y XII) y Juan Cinnamo (siglo XII) imitaran a Jenofonte en la precisión de su dicción, o que un filósofo como Nicéforo Grégoras (siglo XIII) tomara a Platón como su modelo. Por otro lado, es indudable que los autores estudiaron teología como León Diácono y Jorge Paquimeres, que decidieron emular a Homero. En general, es en los historiadores tardíos donde el dualismo eclesiástico-político del modo clásico en la civilización bizantina se hace más notorio.
Mientras los historiadores bizantinos fueron mayormente dependientes de modelos extranjeros y aparentaban formar una continuidad serial en la cual cada una de las series sucedía a otra anterior, ellos no se mezclaron en una totalidad uniforme. La mayor parte de los historiadores aparecieron, bien en el período que comprende a los siglos VI y VII, durante los reinados de los emperadores romanos orientales, bien en el período que se extiende desde el siglo XI al XV, bajo los Comneno y los Paleólogo. En su cenit bajo la dinastía macedónica (los siglos IX y X) el mundo bizantino produjo grandes héroes, pero no grandes historiadores, exceptuando la solitaria figura del emperador Constantino VII. 
El primer periodo está dominado por Procopio a causa de su importancia literaria. Típicamente bizantino, su Anekdota menosprecia al emperador Justiniano I tan enfáticamente como su Peri Ktismaton lo ensalza. En literatura e historia, sin embargo, sigue modelos clásicos, como es evidente en la precisión y la lucidez de su narrativa adquirida de Tucídides y en la fiabilidad de su información, cualidades de especial mérito en el historiador. Procopio y en gran grado su sucesor Agatías permanecen como los modelos del estilo descriptivo del siglo XI: Procopio es el primer representante del estilo recargado bizantino en literatura, y, en esto, solamente es superado por Teofilacto Simocates en el siglo VII. A pesar de su forma neo-clásica, se acercan sin embargo a los antiguos en su libertad de tendencias eclesiásticas y dogmáticas.
Entre la obra histórica del primer período y la del segundo, hay una serie aislada de obras que en el tema y la forma brindan un fuerte contraste con los grupos mencionados anteriormente. Son las obras del Emperador Constantino VII Porfirogéneta (siglo X), que relatan las relaciones con la administración del imperio, su división política y las ceremonias de la corte bizantina. Tratan de las condiciones internas del imperio, y la primera y la tercera se distinguieron por su uso de una lengua popular. La primera es una fuente importante de información etnológica, mientras que la última es una contribución interesante a la historia de la civilización.
El segundo grupo de historiadores presenta un clásico eclecticismo que cubre con un velo un partidismo nada clásico y el fanatismo teológico. Deleitándose en las formas clásicas, los historiadores del período de Comneno y Paleólogo estaban carentes del espíritu clásico. Mientras que muchos tenían fuertes personalidades más comprensivas que la escuela de Procopio, el gran vigor de estos individuos y su lazos con el gobierno imperial sirvieron para entorpecer la objetividad produciendo obras parciales y subjetivas. De ese modo, La Alexiada, el trabajo pedante de la princesa Ana Comnena, glorifica a su padre Alejo I Comneno y la reorganización imperial que él empezó; la obra histórica de su marido, Nicéforo Brienio, describe los conflictos internos que acompañaban el ascenso de los Comneno en forma de una crónica familiar (finales del siglo XI); Juan VI Cantacuzeno narra sus propios logros (siglo XIV) con autocomplacencia. Este grupo presenta antítesis sorprendentes tanto personales como objetivas. Junto a Juan Cinnamo, que odiaba sinceramente todo lo occidental, está la mente liberal de Nicetas Acominato (siglo XII) y el conciliador pero digno Jorge Acropolita (siglo XIII); al lado del teólogo polemista Paquimeres (siglo XIII), está el hombre de mundo Nicéforo Grégoras (siglo XIV), muy versado en la filosofía y los clásicos. Aunque subjetivos en temas de historia bizantina interna, estos y otros de este período son dignos de confianza en sus relatos de los acontecimientos externos y especialmente valiosos como fuentes para la primera aparición de los eslavos y los turcos.

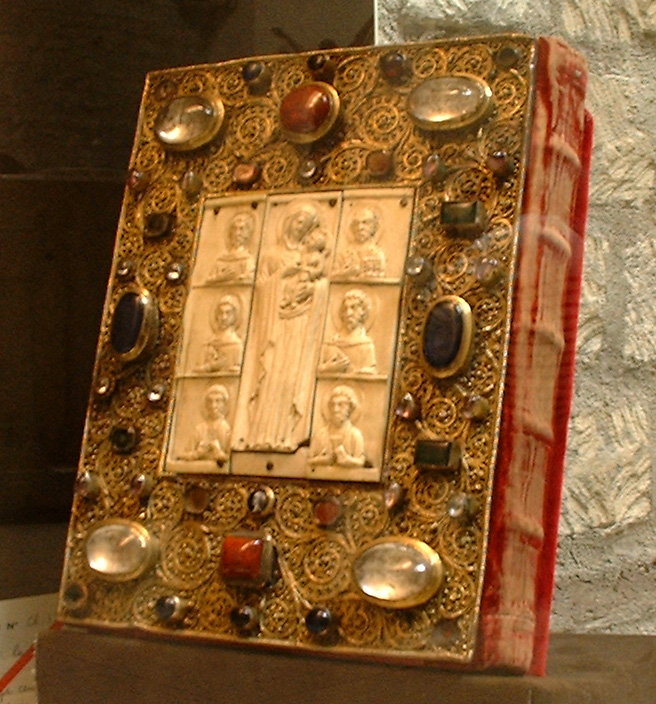
Evangelio bizantino del, que muestra la creciente tendencia al uso del marfil como herramienta artística.

#### Cronistas
A diferencia de las obras históricas, las crónicas bizantinas fueron dirigidas al público en general; por tanto existe una diferencia en su origen, desarrollo y difusión tanto como en su calidad, método y estilo. Aunque las raíces de la crónica no han sido descritas satisfactoriamente, su aparición comparativamente tardía (siglo VI) y la total eliminación de la tradición del helenismo sitúa sus orígenes como recientes. La crónica literaria es, originalmente, extraña a la civilización griega; la primera fue compuesta por sirios incultos. Su prototipo presumible, la Cronografía de Sexto Julio Africano, señala a una fuente cristiana oriental. Aislado de las personas distinguidas y sin contacto con el gran mundo, sigue modelos de la esfera narrativa. El cenit de la crónica bizantina se alcanzó en el siglo IX, precisamente durante el nadir de literatura histórica. Después declina abruptamente; los cronistas menores, como los del siglo XII, se inspiran en parte en sus contemporáneos y en parte, aunque raramente, en los primeros historiadores. En el período Paleólogo no aparece ya ningún cronista de importancia.
Las crónicas mismas no solo fueron fuentes importantes para la historia de la civilización bizantina, sino que contribuyeron a la extensión de la civilización, traspasando la cultura bizantina a los pueblos invasores eslavo, magiar y turco. Al describir lo que depositaron en la conciencia popular (acontecimientos maravillosos y terribles, pintados con deslumbrantes colores e interpretados en sentido cristiano), su influencia fue considerable. El método de manejar los materiales es primitivo; bajo cada sección hay una fuente antigua solo ligeramente modificada para que el conjunto se parezca a una mezcla de materiales en vez de al ingenioso mosaico de los historiadores. Son una mina para la lingüística comparada en cuanto que su oratoria es simplemente la lengua popular, denotando la pobre educación del escritor y de su audiencia.
Las crónicas bizantinas representativas son las tres de Juan Malalas, Teófanes el Confesor y Juan Zonaras. La primera es una crónica monástica bizantina compuesta en la Antioquía del siglo VI por un helenizado y monofisita teólogo sirio. Originalmente una crónica de la ciudad, fue ampliada a una crónica mundial. La obra de Malalas es una obra histórica popular, llena de errores históricos y cronológicos, y el primer monumento a la civilización helenística popular. Siendo fuente principal para la mayoría de los cronistas posteriores y algunos historiadores de la iglesia, es también la primera historia popular traducida al antiguo búlgaro (a principios del siglo X). 
Superior en sustancia y forma, y más propiamente histórica, es la Crónica  de Teófanes el Confesor, un monje del siglo IX de Asia Menor. Su Crónica fue un modelo para las crónicas posteriores. Contiene mucha información valiosa de fuentes perdidas, y su importancia para el mundo occidental se debe a que al final del siglo IX.º fue traducida al latín. 
Un tercer sendero en la historia de las crónicas bizantinas lo establece la Crónica universal de Juan Zonaras, que es del siglo XII. Refleja la atmósfera del renacimiento de los Comneno; no solo es narrativamente mejor que la de Teófanes, sino que muchos pasajes de autores antiguos están reproducidos en el texto. Fue traducida no solo al eslavo y al latín, sino al italiano y al francés en el siglo XVI.

### Enciclopedistas y ensayistas
```
Para esta razón siempre había un sabor académico; el espíritu 
humanístico
 bizantino siempre saboreado de la antigüedad y la edad media en proporción igual. Principalmente dirigido a la recolección sistemática y al examen de 
manuscritos
, un interés pronunciado en la literatura de la antigüedad griega se manifestó en Constantinopla al final del 
siglo
 
IX
. Con el 
siglo
 
XII
 empieza el período de obras originales que copian modelos antiguos, un resurgimiento del ensayo alejandrino y la literatura 
retórica
, varios autores que muestran enérgica originalidad. Bastante aislados entre dos periodos permanece 
Miguel Psellos
 (
siglo
 
XI
), un genio universal que tiende un puente entre los periodos. Mientras el humanismo de los siglos 
IX
 y 
X
 conservaba un color teológico y una actitud hostil hacia occidente, desde el 
siglo
 
XII
 hasta el XIV vieron algunos autores intentando romper el clasicismo ortodoxo para conseguir un verdadero humanismo verdadero, siendo el precursor del 
Renacimiento italiano
.
```

El nuevo espíritu encontró expresión primero en una academia fundada para estudios clásicos en Constantinopla en 863. Sobre la misma época en que los Focio, patriarca de la ciudad y hombre de estado y lleno de energía, más grande de la iglesia griega (820–897), con entusiasmo coleccionó manuscritos olvidados, reavivó obras olvidadas de la antigüedad, y redescubrió obras perdidas; su atención estaba principalmente dirigida a las obras en prosa, indicativo de su pragmatismo. Focio hizo selecciones o extractos de todas las obras que descubrió, y eran el origen de su célebre Bibliotheca ("Biblioteca"), que esquematizó los restos literarios más valiosos de la Edad Media, contenía resúmenes dignos de confianza de muchas obras antiguas ahora perddas, junto con buenas descripciones y análisis como los de Luciano y Heliodoro. Esta actividad enciclopédica era más asiduamente perseguida en el siglo X, particularmente en la sistemática colección de materiales relacionados con el emperador Constantino VII Porfirogéneta. Los eruditos también formaban grandes compilaciones, ordenadas por el tema, a base de antiguas fuentes. Entre éstos estaba una enciclopedia fragmentaria actual de ciencias políticas que contenía extractos de los períodos clásico, alejandrino y bizantino romano. Éstos, con la colección de los antiguos epigramas conocidos como la Antología Palatina y el diccionario científico conocido como Suda, hace del siglo X el de las enciclopedias.
Un típico representante del período aparece en el siguiente siglo en la persona del enciclopedista más grande de la literatura bizantina, Miguel Psellos. Estando entre la Edad Media y la época moderna, es un jurista y un hombre de mundo con una mente tanto receptiva como productiva. A diferencia de Focio, que estaba más preocupado por las discusiones filosóficas individuales, Psellos no infravalora a los filósofos antiguos, y tiene él mismo un temperamento filosófico. Fue el primero de su círculo intelectual en levantar la filosofía de Platón por encima de la de Aristóteles y enseñar filosofía como catedrático. Superando a Focio en intelecto e ingenio, carece de las dignidad y solidez de carácter de este erudito. Una inquieta brillantez caracterizaba su vida y actividad literaria. Al principio un abogado, luego un catedrático; ahora un monje, ahora un funcionario del tribunal; terminó su carrera de primer ministro. Era igualmente hábil y polifacético en su trabajo literario; en armonía con la naturaleza brillante y flexible del cortesano es el elegante estilo platónico de sus cartas y discursos. Su considerable correspondencia suministra el material interminable que ilustra su carácter personal y literario. La noble influencia de sus modelos áticos caracterizan sus discursos y especialmente sus oraciones funerarias; los pronunciados sobre la muerte de su madre indican una profunda sensibilidad. Psellos tenía más temperamento poético que Focio, y varios de sus poemas muestran que debían más a la fantasía satírica y la oportunidad que al profundo sentimiento poético. Aunque Psellos muestra más destreza formal que creatividad, sus atributos brillaron en una época particularmente atrasada en la cultura estética. La libertad intelectual de los grandes eruditos de los siguientes siglos, tanto eclesiásticos como seculares, sería inconcebible sin el triunfo de Miguel Psellos sobre la escolástica bizantina.

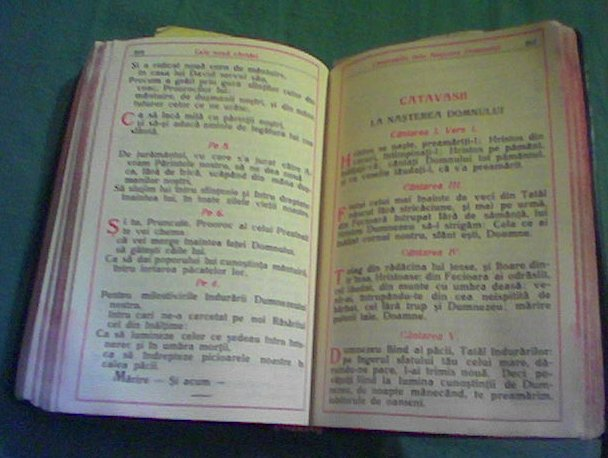
Copia moderna de las Horas canónicas bizantinas, mostrando el ciclo diario de la Iglesia ortodoxa.

Aunque la mayoría de sus sucesores como Nicéforo Blemmidas y Teodoro Hirtaceno se caracterizan por su rectitud de intención, sinceridad de sentimiento y amplia cultura, entre estos grandes intelectuales y caracteres fuertes del siglo XII algunos teólogos son especialmente conspicuos o prestigiosos, por ejemplo Eustacio de Tesalónica, Miguel Itálico y Miguel Coniates; y varios eruditos seculares en los siglos XIII y XIV, como Máximo Planudes, Teodoro Metoquites y, por encima de todos, Nicéforo Grégoras.
Los tres teólogos pueden ser juzgados mejor por sus cartas y esporádicas obras menores de circunstancias. Eustacio de Tesalónica parece ser el más importante: escribió un comentario erudito sobre Homero y Píndaro junto a obras originales que son sinceras, valientes y polémicas, provistas de la intención de corregir cada mal. En una de sus obras ataca la corrupción y el estancamiento intelectual de la vida monástica de ese tiempo; en otra obra polémica asalta la hipocresía y la falsa santidad de su época; y en una tercera denuncia la presunción y la arrogancia de los sacerdotes bizantinos.
El retórico Miguel Itálico, después obispo, ataca el defecto principal de la literatura bizantina: la imitación exterior, de la que puso por ejemplo el trabajo de un Patriarca que era solo una colección desordenada de fragmentos tan mal puestos que sus fuentes eran de inmediato identificables.
El pupilo y amigo de Eustacio Miguel Acominato (del siglo XII al XIII) era arzobispo de Atenas y hermano del historiador Nicetas Acominato. Su discurso de toma de posesión, repartido por la Acrópolis, presenta tanta erudición clásica profunda como elevado entusiasmo, pese a la decadencia material y espiritual de su tiempo. Estas condiciones lastimosas le llevaron a escribir una elegía famosa por ser la única, sobre la decadencia de Atenas, un tipo de apóstrofe más bien poético y antiguo de la caída de toda grandeza. Ferdinand Gregorovius comparó su discurso de toma de posesión con el de Gregorio el Grande a los romanos, y este con el lamento del obispo Hildeberto de Tours por la demolición de Roma por los normandos sicilianos en (1106). Sus discursos funerarios sobre Eustacio (1195) y su hermano Nicetas, aunque más prolijo en palabras y retórico, todavía mostraron un carácter noble y un sentimiento profundo. Miguel, como su hermano, fue un fanático adversario de los latinos. Lo condujeron al exilio en Ceos, de donde dirigió muchas cartas a sus amigos que ilustraban su carácter. Estilísticamente influido por Eustacio, su dicción por lo demás clásica sonaba como una nota eclesiástica.
Con Teodoro Metoquites y Máximo Planudes llegamos a los eruditos o polyhistores universales de la época Paleóloga. El primero demuestra su humanismo en su uso de hexámetros, el último en sus conocimientos del latín, por lo que ambos eran desconocidos en Bizancio y poseían una comprensión más amplia de la antigüedad. Ambos hombres muestran un sentido fino de la poesía, especialmente de la poesía sobre la naturaleza. Metoquites compuso meditaciones sobre la belleza del mar; Planudes fue el autor de un largo idilio poético, un género poco cultivado por los eruditos bizantinos. Mientras Metoquites era un pensador y poeta, Planudes era principalmente un imitador y compilador. Metoquites era más especulativo, como revela su colección de misceláneas filosóficas e históricas; Planudes era más preciso, como demuestra su amor preferente por las matemáticas. El progreso contemporáneo en filosofía estaba en un punto donde Metoquites podía atacar a Aristóteles abiertamente. Se las arregla para plantear cuestiones políticas como su comparación de la democracia, aristocracia y monarquía. Su amplitud de intereses era grande, pero la cultura de Metoquites descansaba sobre una base griega; sin embargo, Máximo Planudes, gracias a sus traducciones del latín (Catón, Ovidio, Cicerón, César y Boecio), amplió enormemente el horizonte intelectual del Imperio de Oriente.
Esta inclinación hacia Occidente es más perceptible en Nicéforo Grégoras, el gran alumno de Metoquites. Su proyecto para una reforma del calendario lo clasifica entre los intelectuales modernos de su tiempo, como podría ser demostrado si alguna vez sus numerosas obras ven de nuevo la luz. Sus cartas en especial prometen una abundante cosecha. Su método de la exposición está basado en el de Platón, a quien también imitó en sus discusiones eclesiástico-políticas, por ejemplo, en su diálogo Florentius o En relación con la sabiduría. Estas disputas con Barlaam de Calabria se ocupaban de la cuestión de la unión de la iglesia, por la cual Grégoras militaba. Esto le atrajo una amarga hostilidad y le supuso perder su vida de enseñanza, en la que principalmente se dedicaba a las ciencias exactas, merced al odio de los bizantinos ortodoxos.
Aunque los ensayistas y enciclopedistas bizantinos estuvieron poseídos por el influjo de la antigua retórica, todavía expresaban sus propios conocimientos en formas tradicionales y así les dieron un nuevo encanto.

### Poesía laica
La poesía tenía sus prototipos, cada género seguía sus orígenes de un antiguo progenitor. Pero, a diferencia de la prosa, estos nuevos géneros no siguen el aticismo del período clásico, porque los bizantinos no escribieron ni lírica ni dramas, no imitaron a Píndaro ni a Sófocles. Imitan la literatura del período helenístico alejandrino y escriben novelas, panegíricos, epigramas, sátiras y poesía didáctica y exhortativa siguiendo los modelos en la novela de Heliodoro, Aquiles Tacio y Longo, así como en los epigramas y sátiras los de Asclepíades de Samos, Posidipo y Luciano de Samosata. 
La didáctica tiene un primer modelo en el pseudo-Isócrates. El temperamento poético de los bizantinos es por lo tanto, semejante al de los autores alejandrinos. Solamente un nuevo tipo evolucionó por separado de los bizantinos; los poemas suplicantes. Los seis géneros no son contemporáneos: el epigrama y el panegírico se desarrollaron primero (siglo VI y VII) y luego, en largos intervalos, la sátira, la poesía didáctica y la suplicante, y finalmente la novela. Solamente después del siglo XII, en el período de decadencia, aparecen codo con codo. El epigrama era la única forma de poesía secular que tuvo un resurgimiento independiente en la literatura bizantina, y esto durante mucho tiempo cuando la poesía eclesiástica también llegó a su más alta perfección, en los siglos VI y VII. Este fue, por lo tanto, el período más floreciente de la poesía erudita bizantina; su disminución en el siglo XII es contemporánea del ascenso de la poesía popular. Los principales tipos de poesía durante el período de la decadencia (siglos XI al XIII) eran la sátira y la parodia, la poesía didáctica y exhortativa, los poemas suplicantes y la novela erótica. En la forma, esta literatura se caracteriza por el uso extensivo de las formas populares del discurso y el verso. El tipo de verso "político" por excelencia (griego ἡμαξευμένοι στίχοι, llamado "ese abominable que hace creer ser un metro" por Charles Peter Mason en el "Diccionario" de William Smith), el verso trocaico de quince sílabas, todavía el verso en la moderna poesía popular griega. En el contenido, sin embargo, toda esta literatura continúa mostrando la huella de la erudición bizantina.

#### Epigrama
El epigrama se amoldaba al gusto bizantino por su carácter ornamental, erudito, cortesano e intelectual. Su miniatura correspondía exactamente al concepto de las artes menores que consiguieron un alto desarrollo en el período bizantino. No exigiendo un gran gasto de imaginación por su autor, su dificultad principal estaba en la técnica y en lograr condensar la frase. Dos grupos pueden ser distinguidos entre los epigramatistas bizantinos: uno pagano y humanístico, el otro cristiano. El primero está representado principalmente por Agatías (siglo VI) y Cristóbal de Mitilene (siglo XI), el último por los eclesiásticos Jorge de Pisidia (siglo XVII) y Teodoro Estudita (siglo IX). Entre los dos grupos, en la cronología además de en su índole, está Juan Geómetra (siglo X).
Las fases principales en el desarrollo del epigrama bizantino son más evidentes en las obras de estos tres. Agatías, que ya ha sido mencionado entre los historiadores, posee como epigramático los rasgos de la escuela del semi-egipcio bizantino Nono de Panópolis (sobre el 400). Escribió en un estilo afectado y pomposo, en la forma clásica del hexámetro. Abunda sin embargo en ideas brillantes y, en su hábil imitación de los antiguos, particularmente en sus piezas eróticas, supera a la mayor parte de los epigramáticos del período imperial. Agatías también preparó una colección de epigramas en parte propios y en parte de otros autores, algunos de los cuales pasaron después a la Antología Palatina, y así nos han sido conservados. 
El abad Teodoro Estudita es en todos los aspectos lo contrario de Agatías: un hombre piadoso y de gran seriedad, provisto de un fino poder de observación para la naturaleza y la vida, y lleno de sentimiento, calor y sencillez de expresión. Se halla libre, asimismo, de la imitación servil de los antiguos aunque tenga algo del inevitable Nono. Y, aunque resulta conmovedor en las situaciones más variadas, sus epigramas sobre la gente y la vida de su monasterio ofrecen un interés especial para la historia de la civilización. 
Juan Geómetra combina aspectos de estos dos autores. Durante el curso de su vida ocupó cargos tanto seculares como eclesiásticos, y su poesía alcanzaba un rango universal; de un humor profundamente religioso, todavía apreciaba la grandeza de los griegos antiguos. Junto a epigramas sobre poetas antiguos, filósofos, retóricos e historiadores posee otros sobre famosos padres de la Iglesia, poetas y santos. Poéticamente, sus epigramas sobre temas contemporáneos y seculares son superiores a los de tema religioso y clásico, y sus mejores obras retratan los eventos históricos y las situaciones que él mismo se encontró y experimentó o reflejan su propio humor espiritual.

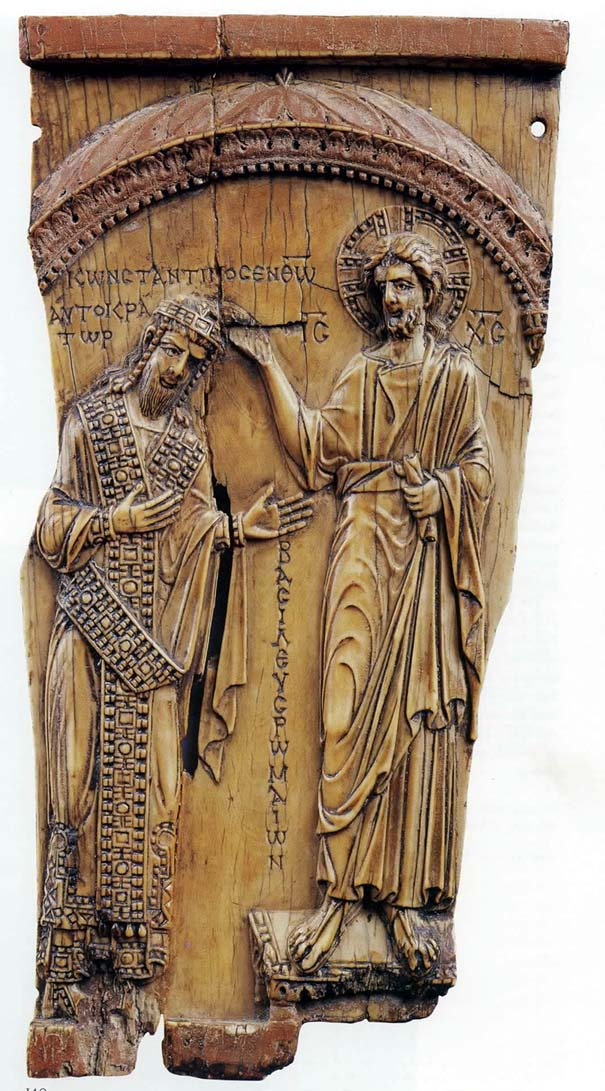
El emperador erudito Constantino VII, siendo coronado por Cristo.

#### Panegírico
Convertido en tradicional, y transmitido desde la Roma imperial hasta Bizancio como una parte de la antigua retórica, con toda la extravagancia de una literatura totalmente decadente (F. Gregorovius). Era una concesión más bien necesaria al despotismo; el gusto popular no fue en general herido por ella.

#### Sátiras
El padre de la sátira bizantina es Luciano. Sus famosos Diálogos de los muertos son el modelo de dos obras, una de las cuales, el Τιμαρίων / Timaríon (siglo XII) posee un humor más rudo, mientras que la otra, Μάζαρις / Mazaris (siglo XV) ofrece una aguda sátira. Cada una describe una catábasis o viaje al Hades y conversaciones con contemporáneos fallecidos; en el primero, sus defectos son azotados con bromas; en el segundo, el propio autor Mazaris entrevista a los muertos sobre las faltas de funcionarios vivos y contemporáneos pertenecientes a la corte bizantina que son estigmatizados, y también se ataca cruelmente a los peloponesios. Sátira literaria y, la última, panfleto político, reflejan agudos intereses personales e intensas animadversiones sin excesivo valor literario pero con el mayor interés para la historia de la civilización; la primera es genuinamente popular y la última vulgar y primitiva.
Las dos ramas populares del Timaríon, el anticlerical Apókopos de Bergadís, del que hay edición moderna en español (1992), y los Piccatoros son analizados más abajo. Otro grupo de sátiras toma la forma de diálogos entre animales que desarrollan el popular bestiario cristiano Physiologus. Tales sátiras describen reuniones de cuadrúpedos, aves y peces y critican al clero, la burocracia, las naciones extranjeras en el imperio bizantino, etc.
Aparecen también parodias eclesiásticas en verso en las cuales incluso el propio clero participó, por ejemplo el obispo Nicetas de Serrae (siglo XI). Un ejemplo de esta literatura sacrílega, no completamente comprendida, es la Burla de un hombre imberbe en forma de una liturgia obscena (siglo XIV).

#### Didáctica
La poesía didáctica encontró su modelo en el diálogo A Demónico atribuido a Isócrates erróneamente. El más grande ejemplo de este tipo de literatura en Bizancio es el de Σπανέας / Spaneas (siglo XII), un poema parenético dirigido por un emperador a su sobrino, a manera de espejo de príncipes. Algunos de este tipo se encuentran en la literatura popular cretense de los siglos XV y XVI, compuestos por el poeta satírico Stéfanos Sakhlikis y Marcos Defaranas. Se incluyen también parénesis teológicas estridentes parecidas a las del capuchino del Wallenstein de Schiller. Por ejemplo, las de Emmanuel Georgillas Limenita tras la gran peste de Rodas (1498) y las profecías sobre el final del imperio bizantino bajo el nombre del emperador León (886-911).

#### Poema mendicante
Una última variedad bizantina de poema laudatorio es el mendicante, un lamento poético de escritores hambrientos y parásitos de la corte. Sus representantes principales son Teodoro Pródromo y el excesivamente halagador Manuel Files. El primero vivía en el (siglo XII) bajo los Comneno y el último bajo los Paléologo (siglo XIII). Para los historiadores estas expresiones poéticas de sufrimiento, como las dirigidas por Pródromo al emperador, son valiosas porque ofrecen una visión interesante de la calle y la vida económica en la capital.

### Novela romántica
Véase el artículo principal de Novela bizantina
La antigua novela griega sirvió de modelo a cuatro autores del siglo XII: Eustacio Macrembolita (Los amores de Ismene e Ismenias, en prosa), Teodoro Pródromo (Rodante y Dosicles, en verso), Nicetas Eugeniano (Amores de Drosila y Caricles, en verso) y Constantino Manasés (Amores de Aristandro y Calitea, en verso).

### Literatura eclesiástica y teológica
La primera en florecer de la literatura eclesiástica de Bizancio es la helenística en la forma y oriental en el espíritu. Este período llega hasta el siglo IV y está relacionado con los nombres de los padres griegos de Alejandría, Palestina, Jerusalén, Cirene, y Capadocia. Sus obras, que cubren todo el campo de la prosa eclesiástica, el dogma, la exégesis, y la homilética; se convirtieron en canónicos para todo el período bizantino; el último trabajo importante es la historia eclesiástica de Evagrio Escolástico. Más allá de ser obra polémica contra los sectarios y los iconoclastas, las últimas obras posteriores constan de meras compilaciones y comentarios, en la forma del así llamado Catenae; incluso la Fuente del conocimiento de Juan de Damasco o Damasceno (siglo VIII), el manual fundamental de teología griega, aunque sistemáticamente elaborado, es simplemente una colección gigantesca de materiales. Incluso la homilía se aferra a un seudo-fundamento clásico y retórico, y atiende más a la amplitud externa que a la introspección y a la profundidad.
Solamente tres tipos de literatura eclesiástica que estaban aún sin explotar en el siglo IV presentan después un crecimiento independiente. 
1. La poesía eclesiástica del siglo VI
2. Las populares vidas de santos del siglo VII
3. La obra mística de los siglos XI y XII.

La Enciclopedia católica indica qué formas clásicas eran insuficientes para expresar las ideas cristianas con mejor resultado: en varias colecciones de la primera correspondencia cristiana no son las leyes rítmicas del estilo retórico griego quienes gobiernan la composición, sino las de la prosa semita y siria. El cardenal Pitra lanza la hipótesis de que la poesía rítmica de los bizantinos se origina en los salmos judíos de la Septuaginta. Este principio rítmico concuerda con el carácter lingüístico de los griegos posteriores, que usaron un acento cuando ya había sido desarrollado en la poesía siria en vez del acento tonal clásico.
Romano el Mélodo fue el primer gran poeta eclesiástico de los griegos en adoptar el acento como un principio rítmico. Contemporáneo y compatriota del cronista Malalas, también reformador del lenguaje literario griego, Romano era un sirio de ascendencia judía cristianizado en una edad temprana. Lo que Malalas es a la prosa, Romano es a la poesía cristiana de la Edad Media griega. Aunque no fue tan lejos como Malalas, estrenó una métrica fundada en lo cuantitativo y tonal; la llevó en armonía con la última poética predominante en Siria además de evolucionar la lengua griega. Romano pronto fue a Constantinopla, donde se hizo diácono de la Iglesia de Santa Sofía.

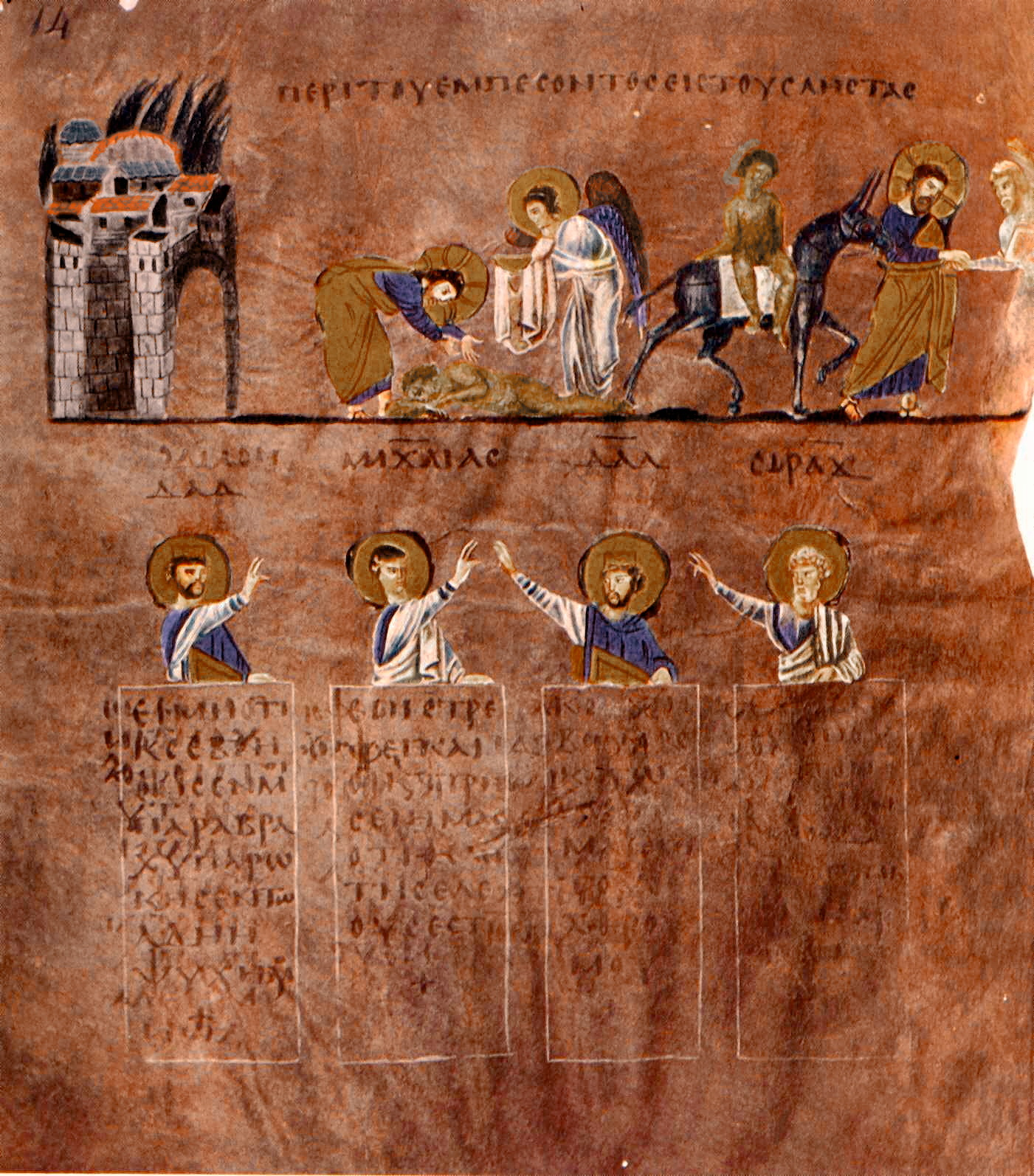
Una ilustración de la Parábola del Buen Samaritano del Evangelio de Rossano, que se creyó el más antiguo superviviente ilustrado del Nuevo Testamento.

Romano tomó la forma, la sustancia y muchos de los temas de su poesía unas veces de la Biblia y otras de las homilías (métrica) del padre Efrén de Siria (siglo IV). Escribió himnos sobre la pasión del Señor, sobre la traición de Judas, sobre la negación de Pedro, María ante la Cruz, la Ascensión, las diez vírgenes y el Juicio Final, mientras que los temas tomados del Antiguo Testamento mencionaban la historia de José y los tres jóvenes en el horno ardiente. Compuso unos mil himnos, de los cuales solo han sobrevivido ochenta, evidentemente porque en el siglo IX los llamados Cánones, lingüística y métricamente más artísticos en la forma, reemplazaron gran parte de su trabajo en la liturgia griega. Desde entonces sus himnos se introdujeron en unos pocos monasterios remotos. Característica de su técnica es la gran longitud de sus himnos, que están compuestos de veinte a treinta estrofas (τροπαρια) de doce a veintiún versos cada una cada uno, muy finamente trabajados y variados en la estructura métrica, y en la construcción transparente y diversa. No se parecen a los himnos latinos contemporáneos como las oraciones de inicios del siglo XX, tampoco usando la interpretación antifonal de coros alternativos. Esto también explica el carácter dramático de muchos himnos, con sus diálogos insertados en canciones corales, como en "La negación de Pedro", un poco de drama de la jactanciosa debilidad humana, y la última parte de la Historia de José, el Salmo de los Apóstoles y el Nacimiento de Jesús. Otras piezas, como el himno del Juicio Final, son simplemente descriptivas del carácter, aunque incluso entre ellos los elementos retóricos y dogmáticos afectan al efecto artístico seriamente.
Algunos críticos, como Bouvy y Krumbacher, sitúan a Romano el Mélodo entre los más grandes autores de la himnografía de todos los tiempos; otros, como el cardenal Pitra, son más conservadores. Para dictaminar con justeza debería haber una edición completa de sus himnos que no existe, pero es necesaria. Comparado con himnógrafos de la iglesia latina como Ambrosio y Prudencio, utiliza un verso más retóricamente florido, digresivo y dogmático. Muestra apego a las imágenes simbólicas y las figuras del habla, las antítesis, las asonancias y los especialmente ingeniosos "juegos de espíritu" que contrastan con su característica simplicidad de dicción y construcción. Estos adornos interrumpen el suave fluir de sus líneas. A menudo la secuencia de ideas en sus himnos está nublada por el arrastre de preguntas dogmáticas: así, en el célebre Himno de Navidad la cuestión del nacimiento milagroso de Jesús se discute cuatro veces. El teólogo también resulta demasiado evidente cuando alude al Viejo Testamento al describir incidentes del Nuevo Testamento; compara el destino de María al nacer Jesús con el de Sara; los Reyes Magos se comparan con la estrella que guiaba a los israelitas en el desierto, etc. La cita frecuente de pasajes de los profetas parece más una desapasionada paráfrasis que poesía inspirada. De hecho, Romano no posee ni la imagen abundante y coloreada de los primeros poetas eclesiásticos ni su fina comprensión de la naturaleza. El lector también tiene la impresión de que la altura de su imaginación poética no guarda proporción con la profundidad de su devoción; aparece en él algo ingenuo, casi acogedor como cuando María expresa su placer por los Reyes Magos y llama la atención a menudo su utilidad para la inminente huida a Egipto. Hay pasajes, sin embargo, en los cuales el devoto entusiasmo lleva a la imaginación con él y eleva el tono poético, como en la invitación jubilosa al baile (en la canción de Pascua), en que las ideas de la primavera y de la resurrección son mezcladas armoniosamente:
¿Por qué así de apocados?
¿Por qué cubrir con un velo vuestras caras?
¡Levantad vuestros corazones!
Cristo se alza!
Uníos a los bailes,
Y con nosotros proclamadlo:
El Señor ha ascendido,
Brillando y glorificado,
Él que ha nacido
Del donante de la luz.
Cesad vuestro luto,
Regocijaos en la santidad:
La primavera ha venido.
Así que florezcan ahora los lirios,
¡Florezca y sea fructífera!
Nada trae la destrucción.
Aplaudid  nuestras manos
Y gritad: Él ha ascendido
Quién ayudará a los caídos
a ascender otra vez.
La poesía eclesiástica no permaneció mucho tiempo en el alto nivel al que Romanos la había subido. Los "Hymnus Acathistus" (de autoría desconocida) del siglo VII, una especie de  Te Deum en elogio a la Madre de Dios, es el último gran monumento de la poesía eclesiástica griega, comparable a los himnos de Romanos, a la que ni siquiera ha sobrevivido en fama. Ha tenido numerosos imitadores y hasta el siglo XVII no fue traducido al latín.
El rápido declive de la himnología griega comienza a principios del siglo VII, el período de Andrés de Creta. Las opiniones religiosas en los himnos fueron ahogadas por un formalismo clásico que sofocó toda vitalidad. La sobrevaloración de la técnica en los detalles destruyó el sentido de la proporción en el todo. Esta parece ser la única explicación para los primeros cánones encontrados en la colección de Andrés de Creta. Mientras que un canon es una combinación de varios himnos o cantos (en general nueve) de tres o cuatro estrofas cada uno, el "Gran Canon" de Andrés en realidad asciende a 250 estrofas, una "sola idea es prolongada en arabescos serpentinos".
La seudo-clásica artificialidad encontró a un representante avanzado en Juan de Damasco, en la opinión de los bizantinos el más importante escritor de cánones, que tomó como modelo a Gregorio de Nacianzo, reintroduciendo el principio de la cantidad en la poesía eclesiástica. La poesía religiosa era en esta forma reducida a mera insignificancia, para en el siglo XI, que fue testigo del declive de la himnología y el resurgimiento del humanismo pagano, Miguel Psellos empezó parodiando los himnos eclesiásticos, una práctica que tomó raíz en la cultura popular. Los poemas didácticos tomaron esta forma sin ser mirados como blasfemos.
El drama religioso no prosperaba en la era bizantina. El único ejemplo es el "Sufrimiento de Cristo" ("Christus Patiens", Χριστὸς πάσχων"). Este drama fue escrito en el siglo XI o XII. De sus 2640 versos, aproximadamente una tercio están prestados de dramas antiguos, principalmente de los de Eurípides, y María, el personaje principal, recita a veces versos de la Medea de Eurípides, otra vez de la Electra de Sófocles, o el Prometeo de Esquilo. La composición es evidentemente la producción de un teólogo formado en los clásicos, pero sin la más leve idea de arte dramático. Está formado principalmente de lamentaciones e informes de mensajeros. Incluso las más efectivas escenas, las que preceden a la crucifixión, están descritas por mensajeros; casi dos tercios del texto está dedicado al descenso de la Cruz, el lamento de María, y la aparición de Cristo. (Cf. van Cleef, "El  drama pseudo-gregoriano Christos paschon en relación con el texto de Eurípides" en las "Transacciones de la Academia de Ciencias de Wisconsin", VIII, 363 - 378; Krumbacher, 312.)
Entre la poesía eclesiástica y la prosa eclesiástica está el poema teológico-didáctico, habitual en la antigua literatura cristiana. Uno de sus mejores ejemplos es el Hexaemeron de Jorge de Pisidia, un himno enérgico sobre la creación en seis días del universo y sus prodigios, i. e., todas las criaturas vivientes. Tomado como un todo, es algo convencional; solamente la descripción de las formas menores de la vida, en especial los animales, revela la destreza del poeta epigramático.
Además de la poesía sagrada, la hagiografía floreció del siglo VI al XI. Esta clase de literatura se desarrolló desde los antiguos martirologios, y se convirtió en la forma favorita de literatura popular. Floreció del siglo VIII al XI, y se ocupaba principalmente de la vida monástica. Pero desgraciadamente su florido lenguaje retórico contrastaba con la naturaleza simple de los contenidos; el valor principal de esta literatura es el histórico.
Más populares en el estilo son los biógrafos de santos de los siglos VI y VII. El más antiguo y más importante de ellos es Cirilo de Escitópolis (en Palestina), cuyas biografías de santos y monjes se distinguen por la fiabilidad de sus hechos y fechas. De gran interés también por sus contribuciones a la historia de la cultura y de la ética y para su realmente popular lenguaje son las obras de Leoncio, arzobispo de Chipre (siglo VII), especialmente su Vida del patriarca Juan (llamado Eleemosinario -Limosnero-) de Alejandría. (Cf. Gelzer, Kleine Schriften, Leipzig, 1907) Esta vida nos describe a un hombre que a pesar de sus rarezas trató de realizar "un puro cristianismo bíblico, puro de amor al autosacrificio" sinceramente, y cuya vida nos lleva a la fascinante manera de las costumbres y las ideas de las clases bajas del pueblo de Alejandría.
La Novela de Balaam y Joasaf (también Barlaam y Josafat) era otra obra popular de origen bizantino, elevada ahora a literatura universal, como una joya de la literatura ascética cristiana. Ilustra la experiencia del príncipe indio Joasaf, quien tras encontrarse con un anciano, un enfermo y un muerto es convertido por el ermitaño Barlaam, abandona los placeres de la vida y renuncia al mundo como un verdadero cristiano; convierte a su padre, y en el desierto, donde lleva una vida de asceta, llega a la iluminación. El material de la historia es originalmente indio, ciertamente budístico, porque en el origen Joasaph era Siddhartha Gautama, más conocido como Buda. La versión griega se originó en el monasterio de Mar Saba (Palestina) a mediados del siglo VII. No circuló extensamente hasta el siglo XI, cuando fue conocida en toda Europa occidental a través de una traducción latina (cf. F. C. Conybeare, "La leyenda de Barlaam y Josafat", en Saber Popular (1896), VII, 101 y ss.). Diversos indicios permiten creer que la historia llegó a Occidente a través de Persia y fue traducida al griego a partir de una versión georgiana escrita por el monje Eutimio en el monasterio de Iviron del monte Athos.
La concepción ascética de la vida fue arraigó en el carácter bizantino y fue reforzada por el alto desarrollo de las instituciones monásticas. El último produjo una amplia literatura ascética, aunque no fue tan profundo el ascetismo como su gran exponente San Basilio de Cesárea.
Menos ampliamente cultivadas, pero de excelente calidad, son las obras místicas bizantinas. El verdadero fundador del misticismo bizantino fue Máximo el Confesor (siglo VII), quien primero lo despojó de su carácter neoplatónico la calidad y lo puso en armonía con la doctrina ortodoxa. Representantes posteriores y más importantes lo fueron Simeón el Nuevo Teólogo y Nicetas Estetatos en el siglo XI, y Nicolás Cabasilas en el siglo XIV. Los escritores místicos bizantinos difieren de los de Europa occidental principalmente en su actitud hacia las ceremonias eclesiásticas, donde veían un símbolo profundo de la vida espiritual de la Iglesia que los occidentales consideraban solo un intento de desplazar la vida interior con la pompa externa. Por tanto, Simeón observó con rigor las reglas ceremoniales de la iglesia, pero como un medio para la consecución de la perfección ética. Su trabajo principal (publicado únicamente en latín) es una colección de piezas de prosa e himnos sobre la comunión con Dios. Se considera muy semejante a la mística alemana en su tendencia hacia el panteísmo. Distinguido discípulo de Simeón fue Nicetas Estetatos, del que solo diremos que desechó a sus profesores de tendencias panteístas. El último gran místico, Nicolás Cabasilas, arzobispo de Salónica, reavivó la enseñanza de la teología negativa del enigmático Pseudo Dionisio areopagita, pero en el plan de su obra principal, la Vida de Cristo, presenta una independencia completa de todos los otros mundos y no tiene paralelo en el ascetismo bizantino.

### Poesía popular
Desde la captura de Constantinopla por los cruzados en 1204 hasta la conquista por los turcos otomanos en 1453 empezaron a distinguirse los modelos aristocráticos y eclesiásticos de lenguaje culto (cazarévusa) de los del lenguaje popular (demótico) que empiezan a aparecer por escrito en el siglo XII y a tomar cada vez mayor importancia, coexistiendo con los modelos cultos. Estos, sin embargo, intentan "vulgarizarse", al principio en la cronografía y en la hagiografía; después aparece la novela popular de aventuras o de amor en verso rimado. La fecha coincide más o menos con la de la creación de las literaturas románicas occidentales. K. Krumbacher distingue los comienzos de esta diferenciación a principios del siglo XII, pero sus conatos son muy anteriores y se encuentran sobre todo en los límites del Imperio, cuando alcanzó su mayor extensión en las fronteras de Justiniano hasta los estados tardomedievales de Trebisonda, Epiro o la Morea. Y así se ven extrañamente excluidos autores como Juan Mosco (siglos VI/VII), Juan Damasceno (siglos VII-VII), el himnógrafo Cosmas de Jerusalén, también llamado Cosmas de Mayuma, Cosmas el Mélodo, Cosmas Hagiopolita y Cosmas el Poeta (siglos VII-VIII), Bartolomé de Édesa o autores periféricos más tardíos como el cronista de Chipre Leoncio Maqueras, Robertus de Porta Bononiensis o Saclices, así como una larga serie de hagiógrafos y poetas suritálicos y de Sicilia.
No se cree ya en la asistencia divina, en la Providencia para que la ortodoxia resista el empuje de los bárbaros y surge la concepción trágica de la historia que ostenta Laónico Calcocondilas, para quien la caída de Constantinopla en 1453 reviste una importancia semejante a la de la caída de Troya y cuyo concepto de historia universal empieza a centrarse en otro imperio, el turco.
En respuesta a las nuevas influencias del Occidente romano, la literatura popular bizantina se movió en diferentes direcciones. Mientras que la poesía literaria es resultado de la atmósfera racionalista y neoclásica del período helenístico, la poesía o canción popular es una consecuencia de la literatura idílica y novelesca de ese mismo período. Cuando las obras literarias tenían sus prototipos en Luciano, Heliodoro, Aquiles Tacio y Nono, las obras populares imitaban a Apolonio de Rodas, Calímaco, Teócrito, y Museo.
La característica principal de la canción popular durante toda la Edad Media griega es su nota lírica, que encuentra expresión constantemente en giros emotivos. En la literatura bizantina, por otro lado, la mejora de la poesía erótica se debió a la introducción del concepto y los tópicos del amor cortés por parte de los caballeros francos en el siglo XII y después. Los bizantinos imitaron y adaptaron los materiales novelescos, sentimentales y legendarios que estos occidentales trajeron. Las influencias italianas impulsaron el resurgimiento del drama. 
La celebración de los logros de los héroes griegos en la literatura popular era una consecuencia de los conflictos que los griegos mantuvieron durante la Edad Media con las naciones fronterizas del este del Imperio. Los libros populares que relataban las hazañas de estos antiguos héroes se extendieron y reanimaron la poesía heroica, aunque eran transmitidos con un profundo matiz romántico. Cuando las tendencias aticistas fueron gradualmente abandonadas el resultado fue una renovación completa de los ideales del pueblo y la ampliación de sus horizontes.
Por tanto, se realizó una completa reconstrucción de los géneros literarios bizantinos. De todos los géneros sobrevivió solamente la novela, aunque ésta asumió objetivos más serios y su campo se dilató. De las formas métricas solo quedó el verso político (quince sílabas). De estos materiales simples brotaron con abundancia nuevos tipos poéticos. Al lado de la narrativa romántica de heroísmo y amor surgieron las canciones populares de amor, e incluso los orígenes del drama moderno.

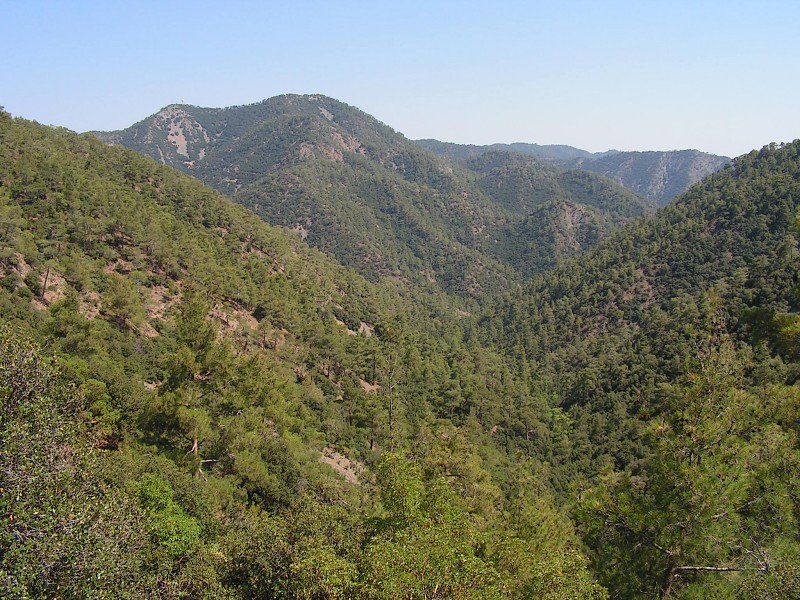
Las montañas de Troodos, de la Digenis Acritas usada para saltar a Asia Menor en el poema épico.

La única epopeya heroica genuina de los bizantinos es el Digenis Acritas, una cristalización poética popular de los siglos X y XI entre los guardias bizantinos de las marchas (ακρίτης) y los sarracenos del este de Asia Menor. El núcleo de esta epopeya es del siglo XII o XIII, pero su forma literaria final es del siglo XV. Aunque los académicos editaron los poemas originales hasta volverlos irreconocibles, una idea aproximada del poema original puede ser recompuesta a través de los numerosos ecos existentes en la poesía popular. Las versiones existentes presentan una mezcla de ciclos épicos inspirada en los poemas homéricos. Sus principales temas son el amor, las aventuras, las luchas y un disfrute patriarcal e idílico de la vida; es una mezcla de la Ilíada y la Odisea, pero la mayoría del material de la última se tiñe de atmósfera cristiana. La devoción genuina y un fuerte sentimiento de familia se unen a una íntima simpatía con la naturaleza. Artísticamente, el trabajo carece de calidad dramática y aparecen diversos personajes de las epopeyas germánicas y griegas clásicas; pero debe ser comparado más bien con las canciones heroicas eslavas y orientales, entre las que encaja adecuadamente.
La novela romántica de la Edad Media griega es el resultado de la fusión de la sofisticada novela alejandro-bizantina y el romanticismo popular francés medieval, a base de una visión helenística de la vida y la naturaleza. Esto está demostrado por sus tres creaciones principales, compuestas en los siglos XIII y XIV. Calímaco y Crisorroe, Beltandros y Crisanza, Libistros y Rodamne. Mientras la primera y la última de éstas estaba influido por la novela bizantina en ideas y manera del tratamiento, la segunda empieza a mostrar la influencia estética y ética de la antigua novela francesa; efectivamente, su historia a menudo recuerda a la leyenda de Tristán. El estilo es más claro y más transparente, la acción más dramática, que en las versiones existentes de la leyenda de Digenis. La idea ética es la idea romántica del título de caballero; el ganar al ser querido por el valor y atreverse, no por el riesgo ciego como en las novelas románticas literarias bizantinas. Al mismo tiempo que estas adaptaciones independientes del material francés, están las traducciones directas de Flore et Blanchefleur, Pierre et Maguelonne, y otros, que han pasado al dominio de la literatura universal.
Al período de la conquista franca pertenece también la métrica de la Crónica de Morea (siglo XIV). Fue compuesta por un franco traído de Grecia, aunque enemigo de los griegos. Su objeto era, entre el constante progreso de la helenización de los conquistadores occidentales, recordarles el espíritu de sus antepasados. Por lo tanto es solamente griego en la lengua; en la forma literaria y el espíritu es completamente franco. El escritor "describe minuciosamente las costumbres feudales que habían sido trasplantadas a la tierra de Grecia, y esto es quizás su méritos principal; las deliberaciones del Tribunal Superior son dadas con la mayor exactitud, y está muy familiarizado con la práctica de la ley feudal" (J. Schmitt). En el siglo XIV la crónica fue traducida al español y en el XV al francés e italiano.
Sobre la misma época y en la misma localidad de las islas pequeñas de la costa de Asia Menor, apareció la primera colección canciones de amor neo-griegas, conocidas como Canciones de amor rodias. Además de las canciones de varias clases y orígenes, contenían una novela completa, dichas en forma de una obra sobre números, un joven siendo obligado a componer cientos de versos estrofas en honor de la doncella a quien venera antes de que ella devuelva su amor, cada verso que corresponde a un número de uno a cien.
Entre los días de la influencia francesa de los siglos XIII y XIV y los de la italiana en el siglo XVI y siglo XVII, hubo un resurgimiento romántico y popular breve del antiguo material legendario. Ni había mucha necesidad ni mucho aprecio por este resurgimiento, y pocos de los héroes antiguos y sus actos heroicos son tratados suficientemente. La mejor de estas obras la Novela de Alejandro, basada en la historia de Alejandro el Grande, una versión revisada del Pseudo Calístenes del período ptolemaico, que es también la fuente de las versiones occidentales del Romance de Alejandro. La Aquileida, por otro lado, aunque escrita en verso popular y no sin gusto, está completamente carente del antiguo color local, y es más una novela de caballerías francesa que una historia de Aquiles. Para terminar, de dos composiciones de la guerra de Troya, una es completamente grosera y bárbara , la otra, aunque mejor, es una traducción literal del antiguo poema francés de Benoît de Sainte-Maure.

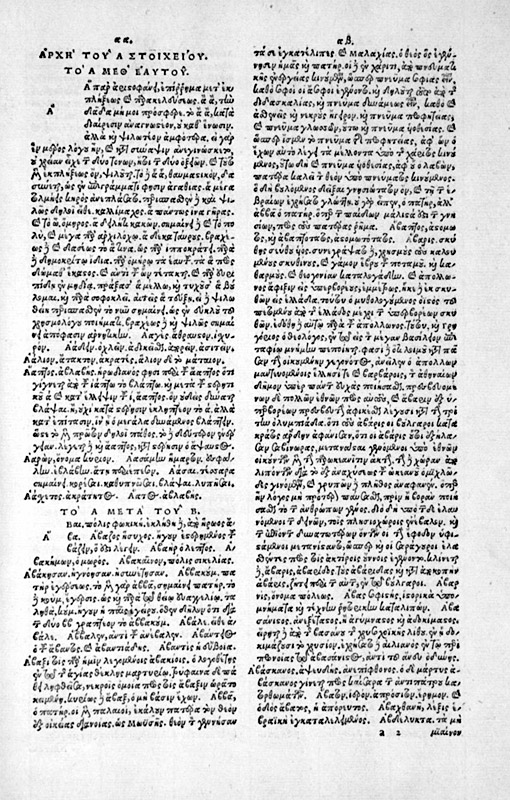
. Página de una moderna edición de la vasta enciclopedia bizantina La Suda.

A éstos productos del siglo XIV podrían añadirse dos del XVI, ambos describiendo un descenso al infierno, evidentemente ramas populares del Timarion y Mazaris ya mencionados. Al primero corresponde el Apókopos, una sátira de muertos sobre vivos; la última los Piccatores, una pieza métrica decididamente larga pero bastante despoetizada, mientras que la primera tiene muchos pasajes poéticos (por ejemplo, la procesión de los muertos) y traiciona la influencia de la literatura italiana. De hecho la literatura italiana imprimió su carácter sobre la poesía popular griega de los siglos XVI y XVII cuando la literatura francesa lo había hecho ya en el XII y XIV.

#### Poesía popular cretense
Cuando una poesía popular abundante surgió durante el último periodo mencionado en las islas de la costa de Asia Menor también una literatura similar se desarrolló en la isla de Creta. Sus creaciones más importantes son las epopeya romántica Erotokritos de Vitsentzos Kornaros y los dramas Erofile de Georgios Chortatzis y El sacrificio de Abraham con unas pocas imágenes de las costumbres y los modales. Estas obras quedan fuera de los límites de la literatura bizantina cronológicamente; sin embargo, como un necesario complemento y continuación del período precedente, deben ser discutidas aquí.
El Erotokritos es un largo poema romántico de caballerías, lírico en los personajes, calidades y didáctico en el propósito, es la obra de Cornaro, un veneciano helenizado del siglo XVI. Abunda en los temas y las ideas dibujadas en la poesía popular de la época. En la historia de Erotokritos y Aretusa el poeta glorifica el amor y la amistad, el valor caballeresco, la constancia, y el autosacrificio. Aunque las influencias extranjeras no se imponen, y el poema, como un todo, tiene un sabor griego nacional, revela varios elementos culturales, bizantino, romance, y oriental, sin proporcionar, sin embargo, el carácter de una combinación.
La tragedia de amor lírica de la que Erofile es más que un mosaico, siendo una combinación de dos tragedias italianas, con la adición de intermezzos líricos de la Jerusalén liberada de Torquato Tasso , y canciones corales de su Aminta. Sin embargo, los materiales son manejados con independencia, y más armoniosamente ordenados que en el original; el padre que ha matado al amante de su hija es asesinado no por la mano de su hija, sino por las damas de su palacio, por lo tanto, da una impresión más ofensiva. Debido al tono lírico de las obras algunas partes de ella han sobrevivido en la tradición popular hasta el tiempo actual.
La obra de misterio el Sacrificio de Abraham es una pequeña obra maestra psicológica, aparentemente una obra independiente. Los incidentes familiares y bíblicos manidos son vueltos a poner en el ambiente patriarcal de la vida familiar griega. El poeta enfatiza las peleas mentales de Sara, la resignación de Abraham a la voluntad divina, los presentimientos de Isaac, y la compasión afectuosa de los criados, en otras palabras, un análisis psicológico de los personajes. El motor principal de la acción son los premoniciones de Sarah de lo que va a suceder, evidentemente la invención del poeta muestra el poder del amor maternal. La dicción es distinguida por su alta belleza poética y por un dominio minucioso de la versificación.
Otros productos de literatura cretense son unas pocas adaptaciones de pastorales italianas, algunos poemas eróticos e idílicos, como el llamado Cuento de seducción (un eco de las canciones de amor rodias), y el precioso, pero ultrasentimental, idilio pastoril de la Pastora hermosa.
 El contenido de este artículo incorpora texto de la Enciclopedia Católica (1913), que se encuentra en el dominio público.

## El legado de la literatura bizantina
La supremacía romana en la vida gubernamental no desapareció, amplificado cuando estaba unida con las despóticas tradiciones de gobernó. El sometimiento de la iglesia al poder del estado federal llevó a un gobierno eclesiástico, causando fricción con la Iglesia católica, que permaneció relativamente independiente.
El griego adelantó al final al latín como la lengua oficial del gobierno, las "Novellae" de Justiniano I es el último monumento en latín. A inicios del siglo XVII, el idioma griego había hecho un gran progreso, y antes del siglo XI el griego era supremo, aunque nunca reemplazó a las otras numerosas lenguas del imperio. Mientras que el mundo griego mantuvo la forma de su literatura clásica, lo mismo no puede ser dicho del sentido clásico de la poesía y la imaginación. La cultura bizantina rompió totalmente con la estética clásica. En literatura y en las artes plásticas la estética oriental estético venció.
Algunos géneros como el verso lírico y el drama se extinguieron, mientras que solo las secciones menores de la literatura de cualquier gran grado de arte consiguió estar. El sentido clásico de la proporción, la belleza, y la poesía desaparecen completamente, reemplazados por un placer en el grotesco y en lo desproporcionado por una parte, y en insignificancias ornamentales por el otro.

Las condiciones sociales, más la de oriente que las de la cultura ateniense / romana clásicas, apoyaron estas tendencias estéticas.
La pérdida de un cuerpo libre, de ciudadanos educados por la centralización bizantina y el estancamiento consiguiente de la vida municipal afectó a su literatura directamente. Ningún rival fue permitido en Constantinopla. La literatura preocupaba solamente los latos magistrados y clases sacerdotales; fue aristocrático o teológico antes que popular. Los patrones clásicos podían ser imitados porque solamente las clases altas se preocupaban por la literatura, pero divorciada de la vida del pueblo, carecía de espontaneidad genuina. La himnología eclesiástica infundió vida fresca a la literatura durante algún tiempo, pero incluso esto era de origen oriental, creciente fuera de Siria. En Bizancio, las influencias eclesiásticas y orientales coincidían.
-->
El Imperio Romano de Oriente dividió la civilización europea en dos partes: una romance y germánica, la otra griega y eslava. Estas culturas diferían etnográfica, lingüística, eclesiástica, e históricamente. La Rusia imperial, los Balcanes, y el Imperio otomano fueron los herederos directos de la civilización bizantina; las primeras dos sobre en los aspectos eclesiásticos, políticos y culturales (mediante la traducción y adaptación de la literatura sacra, histórica y popular; la tercera en el aspecto del gobierno civil.
Indirectamente, el Imperio protegió a Europa occidental durante siglos de guerra, luchando contra varios invasores y poblaciones migratorias. Bizancio fue además un tesoro de la antigua literatura griega. Durante la Edad Media, hasta la toma de Constantinopla, Oriente estaba familiarizado con la literatura romana. La antigüedad griega fue llevada primero por los tesoros llevados por los humanistas griegos fugitivos.
La cultura bizantina tuvo una influencia directa sobre la música religiosa y la poesía de Europa central y meridional, hasta el siglo siglo XVII.
La cultura bizantina tuvo un impacto definitivo sobre Oriente Próximo, especialmente sobre los armenios, los persas, y los árabes. Aunque Bizancio recibió de estas naciones más que de lo transmitió, los bizantinos dieron un fuerte impulso intelectual a Oriente, enriqueciendo su literatura académica, aunque para esto sirvieron principalmente como intermediarios.

## La bizantinística
El estudio y crítica de la historia y la cultura bizantina se denomina bizantinística. Y es una disciplina de desarrollo relativamente reciente; a los trabajos históricos de Alexander Vasiliev, Louis Bréhier, Charles Diehl y Steven Runciman y los más modernos de André Grabar, Georg Ostrogorsky y Richard Krautheimer, hay que añadir como libro fundacional y seminal la primera historia de la literatura bizantina publicada, la de Karl Krumbacher (1856-1909) en el Handbuch der klassischen Altertumswissenchaft (Múnich, 1891), IX.1. Hasta entonces se consideraba una rama menor de la más prestigiosa Filología Clásica, pero esta gran obra, titulada Geschichte der byzantinischen Literatur von Justinian bis zum Ende des oströmischen Reiches (527-1453), supuso el aldabonazo para la creación de una rama independiente.
Hieronymus Wolf se había ya interesado en la historia medieval griega y publicó sus trabajos en 1557 bajo el título de Corpus Historiae Byzantinae, usando por vez primera el adjetivo bizantino para distinguir el periodo medieval del Imperio Romano de Oriente. El impacto de esta obra a largo plazo fue importantel, porque sirvió como cimiento de los futuros trabajos que ampliaron el conocimiento sobre la historia medieval griega. 
Siguieron luego diversas ediciones de textos bizantinos por parte de helenistas en los Países Bajos (Johannes Meursius) y en Italia (aquí por dos griegos: Nicolaus Alemannus -Niccolò Alamanni- y Leo Allatius -León Alacio-). Ya en la segunda mitad del siglo XVII Luis XIV encargó una colección de todas las obras de historia bizantina, acudiendo para ello a varios eruditos del mundo entero. La obra de Wolf sirvió de cimiento para este trabajo, y el resultado,  dirigido por el jesuita Philippe Labbe, fue un Corpus Historiae Byzantinae en 34 volúmenes (1644-1688, aunque Vasiliev afirma que se extiende hasta 1711), obra en que trabajó principalmente el filólogo e historiador Charles Dufresne Ducange y a la que se añadieron diez suplementos en 1819; también es conocido como Corpus de París y se reimprimió en Venecia entre 1728 y 1733 (Corpus de Venecia). 
Siguió en el XIX el Corpus Scriptorum Historiae Byzantinae (CSHB), cincuenta volúmenes de fuentes primarias para el estudio de la historia bizantina (c. 330-1453), publicado en Bonn entre 1828 y 1897, con ediciones críticas de textos históricos griegos bizantinos acompañados de traducción latina paralela, conocido como Corpus de Bonn. Fue un proyecto concebido por el historiador Barthold Georg Niebuhr, auxiliado y continuado por otros. Hay que mencionar también los 166 volúmenes de la Patrologia Graeca (PG) de Jacques-Paul Migne (1857-1866). Más moderno, desde 1967, es el Corpus Fontium Historiae Byzantinae.
A los trabajos históricos de Alexander Vasiliev, Louis Bréhier, Charles Diehl y Steven Runciman y los más modernos de André Grabar, Georg Ostrogorsky y Richard Krautheimer, hay que añadir como libro fundacional y seminal la primera historia de la literatura bizantina publicada, la de Karl Krumbacher (1856-1909) en el Handbuch der klassischen Altertumswissenchaft (Múnich, 1891), IX.1. Hasta entonces se consideraba una rama menor de la más prestigiosa Filología Clásica, pero esta gran obra, titulada Geschichte der byzantinischen Literatur von Justinian bis zum Ende des oströmischen Reiches (527-1453), supuso el aldabonazo para la creación de una rama independiente.
Su segunda edición (Múnich, 1897) fue una más ampliada con la ayuda de Albert Erhard (1862-1940) para la literatura religiosa y Heinrich Gelzer (1847-1906) para la historia bizantina entre la muerte del emperador Teodosio I (395) y el advenimiento de Justiniano. Este vasto proyecto de revisión crítica de mil años de historia y cultura se centró en el estudio de los géneros literarios y de sus niveles culto y popular, fue traducido en 1900 al griego moderno y se reimprimió (Nueva York: Franklin, 1958). Es el libro fundacional y seminal de la disciplina bizantinística; de él arrancan las investigaciones que numerosos investigadores emprendieron después. Fueron saliendo las ediciones críticas de obras, las monografías de autores... Hans-Georg Beck (1910-1999) estudió como un todo independiente de la literatura profana la literatura religiosa bizantina, publicando en Múnich en 1959 su Kirche und theologische Literatur im byzantinischen Reich, también en el marco del Handbuch der Altertumswissenschaft XII.2.1.  La poesía bizantina, desde presupuestos más integradores y menos tradicionales, ha sido estudiada por Marc D. Lauxtermann (1966-), Byzantine Poetry from Pisides to Geometres, Viena, 2003 (Wiener byzantinische Studien 24.1). Beck publicó un segundo volumen en el Handbuch der Altertumswissenschaft (XII.1.3), su Geschichte der byzantinischen Volksliteratur, Múnich, 1971, consagrado a la literatura en lengua vulgar a lo largo del milenio bizantino, sobre todo desde el siglo XII. Un grupo de autores dirigidos por el profesor Herbert Hunger (1914-2000) de Viena publicó, también en el Handbuch der Altertumswissenschaft (XV.5.1-2) dos volúmenes de Die hochsprachliche profane literatura der Byzantiner, Múnich, 1977 consagrados a la literatura profana. Estos libros consiguieron reunir mucha documentación y datos dispersos que hasta entonces no habían sido conocidos o reunidos, y volvieron más seguro el estudio posterior de la materia.
Un gran cambio de metodología fue el adoptado por el bizantinista ruso Alexander Kazhdan (1922-1997), quien en Estados Unidos propuso estudiar la literatura bizantina por periodos históricos y valorando todas las obras literarias con independencia de su deuda u originalidad respecto a los modelos clásicos. Pero murió antes de publicar su trabajo, cuyo primer volumen apareció póstumo: A. Kazhdan / Chr. Angelide / L. F. Sherry, A History of Byzantine Literature 650-850, Atenas, 1999. El segundo reunió diversos trabajos previos del autor: A. Kazhdan / Chr. Angelide, A History of Byzantine Literature 850-1000, Atenas, 2006.
En España los estudios de bizantinística comienzan con Sebastián Cirac Estopañán (1903-1970) y con Manuel Fernández-Galiano (1918-1988), primer presidente del Comité Español de Bizantinística y miembro de la Association Internationale des Études Byzantines, desde 1970, en la recién creada Universidad Autónoma de Madrid. En 1982 se creó Erytheia. Revista de estudios bizantinos y neogriegos, decana de las publicaciones de bizantinística en España. Entre otros bizantinistas, pueden mencionarse Juan Signes Codoñer, presidente de la SEB (Sociedad Española de Bizantinística), Juan Bravo García, Pedro Bádenas de la Peña, Javier Faci...